# 四天王寺
四天王寺（してんのうじ）は、大阪市天王寺区四天王寺にある和宗の総本山の寺院。山号は荒陵山（あらはかさん）。本尊は救世観音（ぐぜかんのん）。聖徳太子建立七大寺の一つとされている。新西国三十三箇所第1番札所のほか多数の霊場の札所となっている。
『日本書紀』によれば推古天皇元年（593年）に造立が開始されたという。当寺周辺の区名、駅名などに使われている「天王寺」は四天王寺の略称である。また、荒陵寺（あらはかでら）・難波大寺（なにわだいじ）・御津寺（みとでら）・堀江寺（ほりえでら）などの別称が伝えられている。
宗派は天台宗に属していた時期もあったが、元来は特定宗派に偏しない八宗兼学の寺であった。日本仏教の祖とされる「聖徳太子建立の寺」であり、既存の仏教の諸宗派にはこだわらない全仏教的な立場から、1946年（昭和21年）に「和宗」の総本山として独立している。

## 歴史

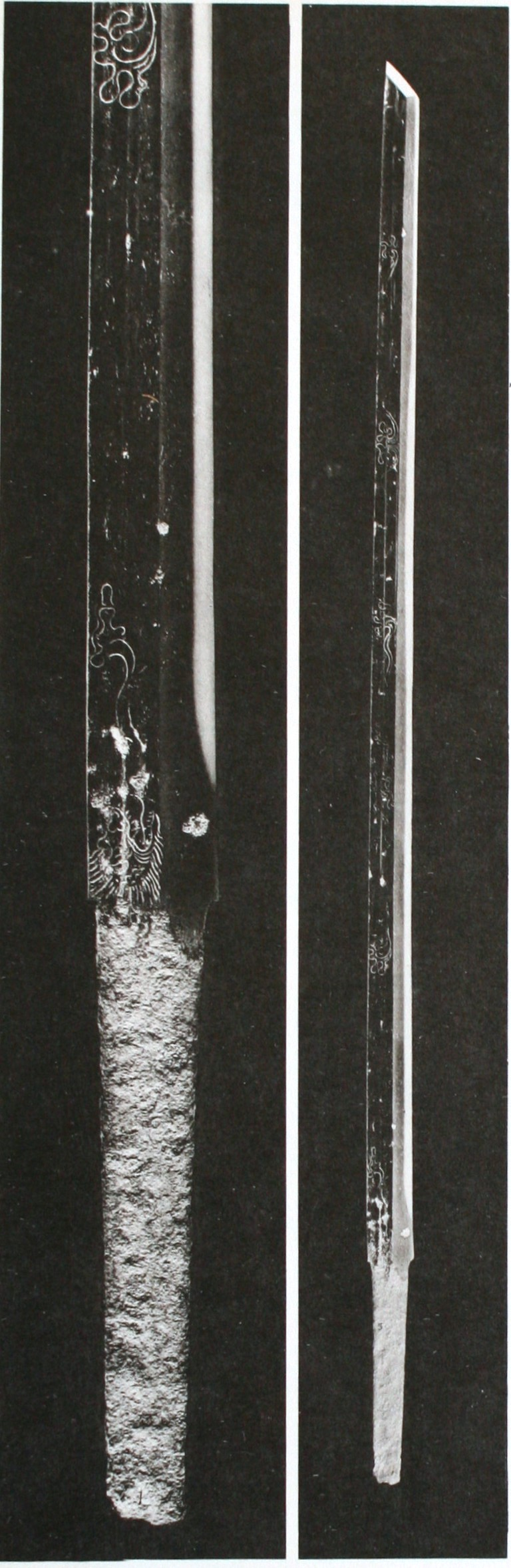
七星剣

### 『日本書紀』に見る創建の経緯

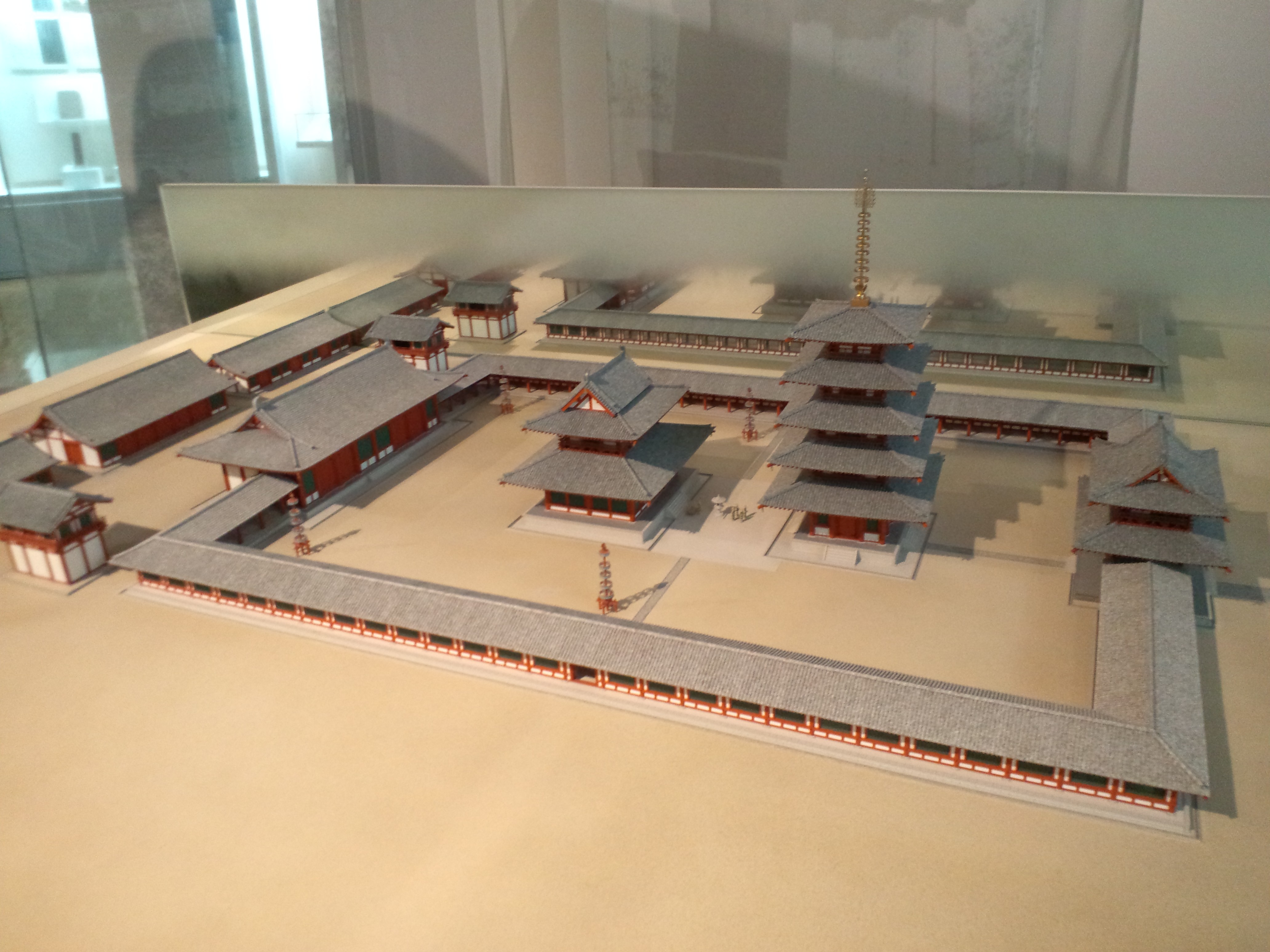
創建時の四天王寺伽藍模型（大阪府立近つ飛鳥博物館展示）。南から北へ（この画像では右から左へ）中門、五重塔、金堂、講堂を一直線に配置するのが特色。

四天王寺は蘇我馬子の法興寺（飛鳥寺）と並び、日本における本格的な仏教寺院としては最古のものである。
四天王寺の草創については『日本書紀』に次のように記されている。
用明天皇2年（587年）、かねてより対立していた崇仏派の蘇我氏と排仏派の物部氏の間に武力闘争が発生した。蘇我軍は物部氏の本拠地であった河内国渋河（現・大阪府東大阪市布施）へ攻め込んだが、敵の物部守屋は稲城（いなき、稲を積んだ砦）を築き、自らは朴（えのき）の上から矢を放って防戦するので、蘇我軍は三たび退却した。聖徳太子こと厩戸皇子（当時14歳）は蘇我氏の軍の後方にいたが、この戦況を見て、白膠木（ぬるで）という木を伐って、四天王の像を作り、「もしこの戦に勝利したなら、必ずや四天王を安置する寺塔（てら）を建てる」という誓願をした。その甲斐あって、味方の矢が敵の物部守屋に命中し、彼は「えのき」の木から落ち、戦いは崇仏派の蘇我氏の勝利に終わった。その6年後、推古天皇元年（593年）に聖徳太子は摂津難波の荒陵（あらはか）で四天王寺の建立に取りかかった。寺の基盤を支えるためには、物部氏から没収した奴婢と土地が用いられたという（なお、蘇我馬子の法興寺は上記の戦いの翌年から造営が始まっており、四天王寺の造営開始はそれから数年後であった）。
以上が『書紀』の記載のあらましである。聖徳太子の草創を伝える寺は近畿地方一円に多数あるが、実際に太子が創建に関わったと考えられるのは四天王寺と法隆寺のみで、その他は「太子ゆかりの寺」とするのが妥当である。
『書紀』の推古元年是歳条には「是歳、始めて四天王寺を難波の荒陵に造る」とあって、「是歳」が造営の開始を意味するものか完成を意味するものか定かでなく、めでたい「元年」を造営の年にしたものとも考えられている。ただし、四天王寺が推古朝にはすでに存在したことは考古学的にも確認されている。前期難波宮（難波長柄豊碕宮、現・大阪市中央区法円坂）の下層遺構から瓦が出土するが、この時代の日本において瓦葺きの建物は仏教寺院のみであり、これらの瓦は四天王寺の創建瓦と見なされている。したがって、孝徳天皇が前期難波宮に遷った7世紀半ば以前の推古朝にすでに四天王寺がこの地に存在したことが分かる。四天王寺の創建瓦の中には、斑鳩寺（法隆寺）のいわゆる若草伽藍（現存する法隆寺西院伽藍の建立以前に存在した創建法隆寺の伽藍）の出土瓦と同笵の軒丸瓦がある。若草伽藍と四天王寺の同笵瓦を比較すると、前者の文様がシャープであるのに対し、後者は瓦当笵に傷が見られる。このことから、若草伽藍の造営が先行し、同伽藍の造営が落ち着いたところで、瓦当笵が四天王寺造営の工房へ移動したことが分かる。
四天王寺の伽藍配置は中門、塔、金堂、講堂を南から北へ一直線に配置する「四天王寺式伽藍配置」であり、法隆寺西院伽藍（7世紀の焼失後、8世紀初め頃の再建とするのが定説）の前身である若草伽藍の伽藍配置もまた四天王寺式であったことはよく知られる。

### 創建に関わる異説

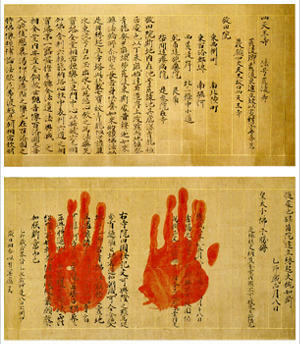
四天王寺縁起（後醍醐天皇宸翰本 巻頭と巻末）

当初の四天王寺は上町台地中部の現在地ではなく、上町台地北部の玉造（JR森ノ宮駅付近）の岸上にあり、推古天皇元年（593年）から現在地で本格的な伽藍造立が始まったという解釈もある（鵲森宮の社伝では、隣接する森之宮公園の位置に「元四天王寺」があったとするが、鵲森宮が元四天王寺の存在を示す根拠に挙げる「難波古絵図」には、石山（現・大阪城本丸）の東隣に「天王寺跡」が描かれており、天王寺跡と接する東の河川が現在の大阪城東外堀であることから「元天王寺」は現在の大阪城二の丸梅林付近に存在したこととなり社伝と矛盾している）。また、建立の動機も、丁未の乱で敗死した物部守屋とその一族の霊を鎮めるため、とりあえず守屋の最後の拠点の玉造の難波邸宅跡（元大阪樟蔭女子大教授今井啓一は鵲森宮が難波の守屋の宅跡と推測する）に御堂を営んだ6年後、荒陵の地に本格的な伽藍建築が造営されたのだとされる。現在四天王寺には守屋祠（聖徳太子の月命日22日に公開。物部守屋、弓削小連、中臣勝海を祀る）があり、寺の伝説には守屋が四天王寺をキツツキになって荒らしまわり、それを聖徳太子が白鷹となって退治したとの縁起が残っており守屋らの社を見下ろす伽藍の欄干に太子の鷹の止まり木が設置されているなどから、御陵社の意味合いを推察する向きもある。
山号の「荒陵山」から、かつてこの近くに大規模な古墳があり、四天王寺を造営する際それを壊したのではないかという説もある。四天王寺の庭園の石橋には古墳の石棺が利用されていることはその傍証とされている。例えば、大阪市住吉区にある帝塚山古墳は、「大帝塚山」、「小帝塚山」と地元で称されているものがあり、現在一般的に帝塚山古墳と呼ばれているのは「大帝塚山」である。その大帝塚山は、別名荒陵とも呼ばれていた。なお、小帝塚山は、住吉中学校の敷地内にあったといわれている。また、東高津宮は、仁徳天皇の皇居であるとする1898年（明治31年）の大阪府の調査報告などがあることから、歴代天皇のいずれかの皇居であったのではないかという説もある。
現在の大阪市東淀川区豊里の東部は、1925年（大正14年）に西成郡豊里村が大阪市へ編入されて豊里町という町名に改称されるまで天王寺庄という大字で、天王寺庄の地名は四天王寺の建立予定地であったという伝承による。東成郡（東生郡）域・住吉郡域と異なり上町台地から外れる西成郡（西生郡）域だが、淀川が氾濫しても水没を免れる2つの砂堆（砂州）、上町台地から伸びる天満砂堆と千里丘陵から伸びる吹田砂堆を含んでおり、天王寺庄は後者の南端付近となる。なお、8世紀の西成郡と隣接する東生郡の郡領は、吉士系で占められていたとする推察がある。
20世紀末から「日本仏教興隆の祖としての『聖徳太子』は虚構であった」とする言説が盛んになり、『書紀』の記述に疑問を呈する向きもある。また、上記の『書紀』批判の記述とは別に、孝徳朝創建説、阿倍氏創建説、難波吉士氏寺説があり、加藤謙吉は孝徳朝以降の造営事業は「少なくとも四天王寺を豪族の私寺的なものとみることはできない」とする。

### 四天王寺七宮
四天王寺七宮（してんのうじしちみや）は、聖徳太子が四天王寺を創建した際に、その外護として近辺に造営された神社群である。大江神社、上之宮神社、小儀神社、久保神社、土塔神社、河堀稲生神社、堀越神社の7つで、これらの神社を産土神とする7つの集落が東成郡天王寺村となった。

### 四箇院
伝承によれば、聖徳太子は四天王寺に「四箇院」（しかいん）を設置したという。四箇院とは、敬田院、施薬院、療病院、悲田院の4つである。敬田院は寺院そのものであり、施薬院と療病院は現代の薬草園および薬局・病院に近く、悲田院は病者や身寄りのない老人などのための今日でいう社会福祉施設である。施薬院、療病院、悲田院は少なくとも鎌倉時代には実際に寺内に存在していたことが知られる。
施薬院は、後に聖徳太子が『勝鬘経』を講じた地だとする伝承があり、勝鬘院（愛染堂）が故地と伝えられている。

### 平安時代
法隆寺が飛鳥時代・奈良時代にさかのぼる建築や美術工芸品を多数残すのに対し、四天王寺は度重なる災害のため、古い建物はことごとく失われている。早くも平安時代の承和3年（836年）には落雷で初代五重塔が破損し、天徳4年（960年）には火災によって全山焼失している。
聖徳太子は日本仏教の祖として、宗派や時代を問わず広く信仰されてきた。太子の創建にかかる四天王寺は、平安時代以降、太子信仰のメッカとなった。また、四天王寺の西門が西方極楽浄土の東門（入口）であるという信仰から、浄土信仰の寺としての性格も加えていった。太陽の沈む「西」は死者の赴く先、すなわち極楽浄土のある方角と信じられ、四天王寺の西門は西方の海に沈む夕陽を拝する聖地として、多くの信者を集めた。現在も寺に伝わり国宝に指定されている『四天王寺縁起』は、こうした信仰を広めるのに大いに力があった。『四天王寺縁起』は伝承では聖徳太子の自筆とされ、寛弘4年（1007年）、金堂内で発見されたとするが、実際には後世の仮託で、発見時からさほど隔たらない平安時代中期の書写とするのが通説である。既述の「四箇院」のこともこの「縁起」に見えるものである。
院政期の上皇や法皇は四天王寺にしばしば参詣した。後醍醐天皇は上述の『四天王寺縁起』を自筆で筆写し、巻末に手印を捺している。これは「後醍醐天皇宸翰（しんかん）本縁起」として現存し、国宝に指定されている。平安から鎌倉時代の新仏教の開祖である天台宗の最澄、真言宗の空海、融通念仏の良忍、浄土宗の法然、浄土真宗の親鸞、時宗の一遍などが四天王寺に参篭したことも知られている。

### 鎌倉時代以降
康安元年（1361年）には金堂が地震で倒壊し、後に復興したが、応仁の乱の際には大内政弘によって放火されている。
天正4年（1576年）5月3日には織田信長による大坂本願寺攻め、いわゆる石山合戦のうちの天王寺の戦いにより、天王寺砦（現・天王寺区生玉寺町）に駐屯する織田軍に火を掛けられて全焼している。その上、寺領を全て没収された。
天正12年（1584年）には金堂が再建され、復興の足掛かりとなった。文禄3年（1594年）から豊臣秀吉によって復興が行われると、単層の金堂が重層に改築され、その他の堂舎も再建された。慶長5年（1600年）には豊臣秀頼によって大和国額安寺から五重塔が移築され、4代目の五重塔としている。また、庚申堂なども再建されている。翌慶長6年（1601年）10月には秀頼によって千石が寄進されている。
しかし、慶長19年（1614年）に大坂冬の陣に巻き込まれ、11月6日に豊臣方によって放火された町の火が飛び火して全焼してしまった。
だが、徳川家康が復興に乗り出すと、その死後は息子の徳川秀忠により再建事業が進められ、元和3年（1617年）に準備に入ると元和4年（1618年）9月に釿始めが行われて本格的に再建が始められた。片桐貞隆、赤井忠泰、甲斐庄正房、小沢休務の4名が普請奉行に任じられている。こうして5代目五重塔や伽藍が復興され、その他の堂も江戸幕府の援助で再建されて元和9年（1623年）9月21日ようやく完成を見たが、享和元年（1801年）12月5日の落雷で五重塔や金堂を始めとして境内の東半分が焼失した。
大坂白銀町の町人淡路屋太郎兵衛が中心となって文化10年（1813年）に6代目五重塔や伽藍が再建された。しかし、文久3年（1863年）に聖霊院が焼失している。

### 明治時代以降

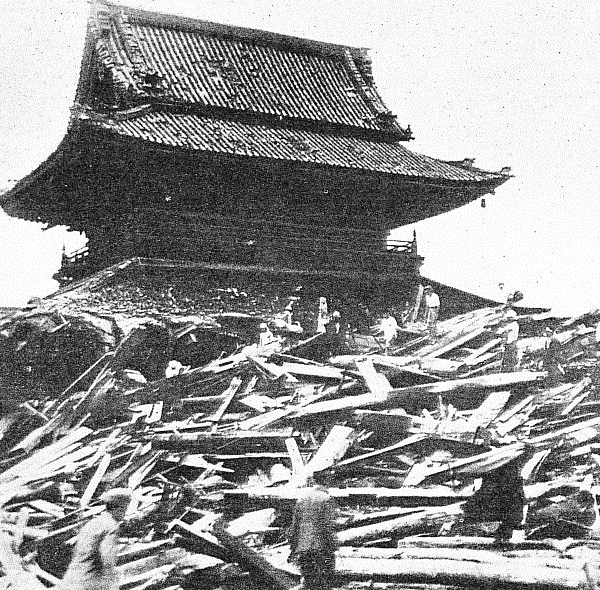
室戸台風で倒壊した6代目五重塔

明治時代になると神仏分離が行われ、四天王寺の鎮守社であった安居神社が分離・独立した。また、南大門の脇にあった十五社が和光堂という仏堂に改められている。廃仏毀釈も進められ廃絶する子院も出るなか、1871年（明治4年）に主要伽藍以外の境内地が上知令で国有化され、1873年（明治6年）に公園化されて新たに桜が植えられた。そんな中でも1879年（明治12年）には聖霊院が再建されている。
1901年（明治34年）5月31日には公園地から解除され普通の国有地に変更されたため、これ以上の公園化は食い止められた。
文化10年（1813年）に再建された伽藍は昭和期まで残っていたが、1934年（昭和9年）9月21日の室戸台風でまず中門が倒壊し、そのために五重塔が強烈な風をまともに受ける形となった。これによって当時は展望台ともなっていた6代目五重塔は金堂に倒れ掛かるようにして倒壊し、金堂も大被害を受けた。逃げ遅れた参詣者など15人が犠牲となっている。
7代目五重塔は1940年（昭和15年）5月22日に再建された。内部の壁画と柱絵は堂本印象により描かれ、屋根は銅瓦葺きであった。
しかし、太平洋戦争末期の1945年（昭和20年）3月13日・14日に行われた第1回大阪大空襲で国宝の東大門や庚申堂の他、中心伽藍もろとも五重塔は焼失した。7代目五重塔はわずか5年と短命であった。
1946年（昭和21年）に天台宗から独立して和宗を創設し、総本山となった。1948年（昭和23年）には国有地となっていた境内地が四天王寺に譲与されている。
1950年（昭和25年）9月3日、ジェーン台風により新たな金堂が崩壊する。逃げ遅れた参詣者2人が下敷きとなり1人が死亡している。この金堂は、18世紀に六時堂の北に建築された食堂を戦後に移築したものであった。収蔵されていた仏像は無傷のまま回収された。
現存の中心伽藍は1957年（昭和32年）から再建にかかり1963年（昭和38年）に完成したもので、五重塔はこれで8代目となる。鉄筋コンクリート造であるが、飛鳥建築の様式を再現したものである。
1972年（昭和47年）6月23日、祈祷所「萬燈院」が火災に遭う。建物は椎寺にあった薬師堂を戦後に移築したもの。建物内にあった十一面観音像などは消火の放水で濡れたものの無事。
1979年（昭和54年）には聖霊院奥殿、絵堂、経堂が再建され、その他の建物も次々に再興された。
2020年（令和2年）4月8日、大阪市が新型コロナウイルスの感染拡大防止のため、閉鎖を決めた。期間は6月8日までである。同寺を閉鎖するのは創建以来初めてのことである。

## 伽藍

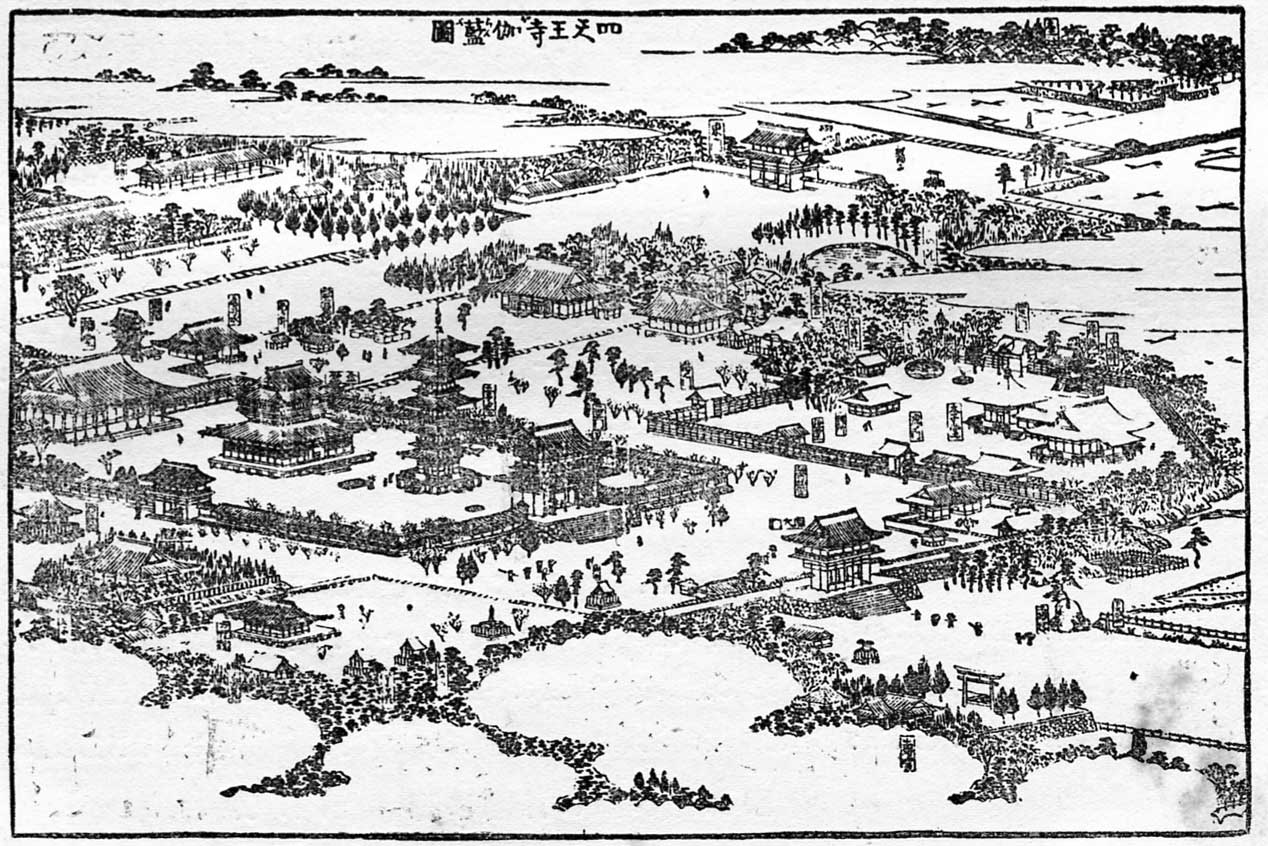
寛政10年時の伽藍

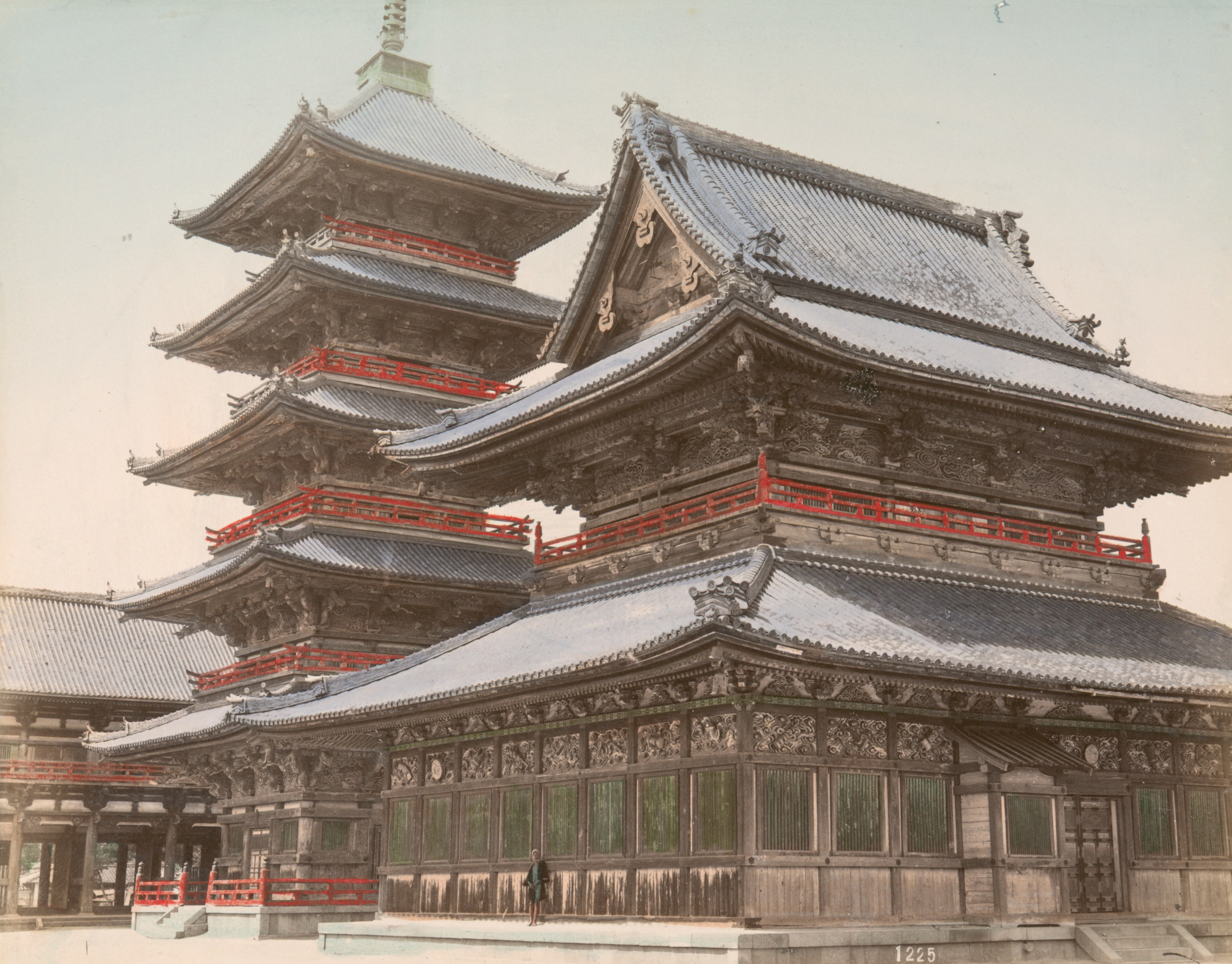
1934年以前の伽藍。日下部金兵衛撮影。

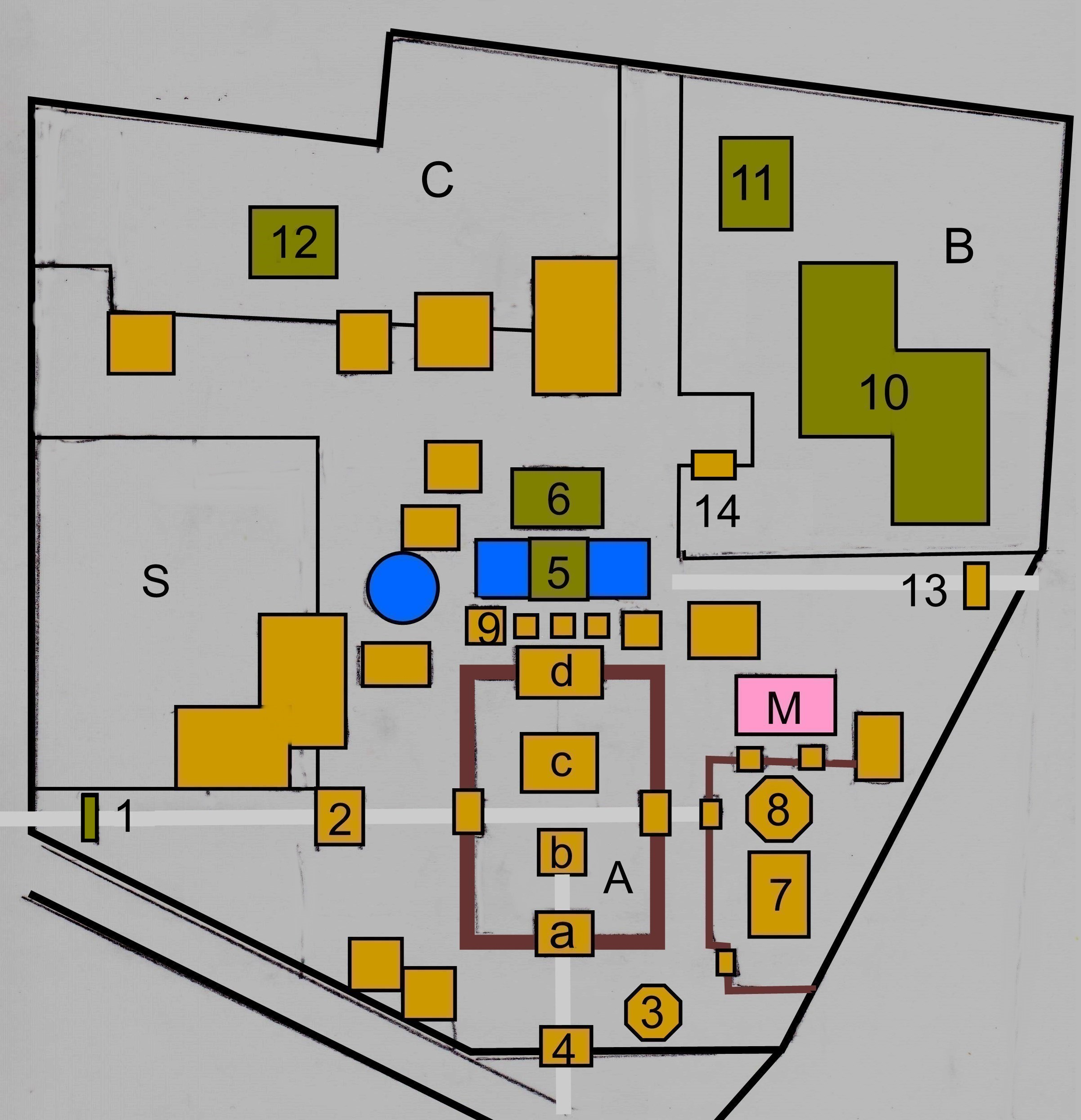
境内配置図 A.中心伽藍（a.中門、b.五重塔、c.金堂、d.講堂）、B.本坊庭園、C.霊苑、S.四天王寺学園（中学・高校）、M.宝物館、1.石鳥居（重文）、2.西大門、3.南鐘堂、4.南大門、5.石舞台（重文）、6.六時堂（重文）、7.聖霊院前殿、8.聖霊院奥殿、9.北鐘堂、10.本坊方丈（重文）、11.五智光院（重文）、12.元三大師堂（重文）、13.東大門、14.本坊西通用門（重文）

境内中央南寄りに回廊に囲まれた中心伽藍があり、その北に六時堂（六時礼讃堂）、東に聖徳太子を祀る聖霊院（しょうりょういん）がある。境内西部の一画は四天王寺中学校・高等学校の校地となっている。境内の北側は、東方が庭園のある本坊、西方が墓地となっている。境内南端と東端の入口にはそれぞれ南大門、東大門が建つが、西の入口には門ではなく石鳥居が建ち、西大門はその鳥居をくぐった先（東）に建つ。南大門が本来の正門であるが、「極楽浄土の入口に通じる」と信じられた石鳥居からの参拝者も多い。
中心伽藍は南から北へ中門（仁王門）、五重塔、金堂、講堂を一直線に配置し、中門の左右から出た回廊が講堂の左右に達する「四天王寺式伽藍配置」を踏襲したものとなっている。これらは第二次世界大戦後に再建され、1963年（昭和38年）に落慶法要が営まれた鉄筋コンクリート造建築だが、日本の飛鳥時代、高句麗、六朝などの建築様式を加味して創建当時（6世紀末）の様式に近付けようとしたものである。設計は建築史家藤島亥治郎。
- 金堂（登録有形文化財）- 1961年（昭和36年）3月再建。入母屋造で屋根は上下二重とする。中門、講堂と同様、錣葺とし、鴟尾を乗せる。外観は法隆寺金堂に似るが、裳階（もこし）を付さない点が異なっている。内部には中央に本尊救世観音菩薩（ぐぜかんのんぼさつ）像、向かって左に舎利塔、右に六重塔を安置し、仏壇周囲に四天王像が立つ[17]。周囲の壁面には中村岳陵筆の「仏伝図」の壁画がある。基壇下には青竜池があるという。金堂は新西国三十三箇所第1番札所。西国三十三所番外霊場札所。河内飛鳥古寺霊場第1番札所。摂津国八十八箇所第25番札所。摂津国三十三ヶ所第33番札所。神仏霊場巡拝の道第43番札所となっている。
  - 本尊 - 四天王寺の本尊は、近世以前の史料には「如意輪観音」とするものが多いが、現本尊は救世観音と称されている。彫刻家平櫛田中の指導で造像されたもので、左脚を踏み下げて座す半跏像である。こうした半跏形式の菩薩像は右手を頬に当てる「思惟像」（しゆいぞう）が多いが、当寺の本尊像は右手の掌を正面に向ける施無畏印とする。なお、仏壇四隅に立つ四天王像は仏師松久朋琳・宗琳の作である。
- 五重塔（登録有形文化財） - 現在の塔は1959年（昭和34年）再建の8代目。「六道利救の塔」ともいう。壁面には山下摩起筆の仏画がある[17]。舎利塔が奉安されている5重目まで階段で上がれるようになっている。
- 講堂（講法堂、登録有形文化財） - 入母屋造単層。堂内西側を「夏堂」（げどう）、東側を「冬堂」（とうどう）と称し、それぞれ阿弥陀如来坐像（松久朋琳・宗琳作）、十一面観音立像（佐川定慶作）を本尊とする[17]。周囲の壁面には郷倉千靭筆の「仏教東漸」の壁画がある。
- 龍の井戸
- 西重門
- 東重門
- 回廊（登録有形文化財）
- 中門（仁王門、登録有形文化財） - 大日本相撲協会（現・日本相撲協会）による寄進。門の正面左右には松久朋琳・宗琳作で日本相撲協会東西会が寄進した金剛力士（仁王）像を安置することから仁王門とも呼ぶ[17]。入母屋造単層で、屋根は段差を付けて瓦を葺く「錣葺」（しころぶき）とし、棟上に鴟尾（しび）を乗せる。仁王像の大きさは奈良県の東大寺南大門仁王像に次ぐものである。
- 六時堂（重要文化財） - 六時礼讃堂とも呼ばれる[17]。中心伽藍の北に位置する。入母屋造、瓦葺き。元和9年（1623年）徳川秀忠による再建。以前の六時堂が焼失した後、椎寺・薬師堂（境内北西、大江小学校付近にあった）を移築したものである。椎寺とは天慶6年（943年）に建立された四天王寺の別院であり、薬師堂（薬師院）と普門院（現・元三大師堂）からなっていた。六時堂の堂内には薬師如来坐像と四天王像が安置されている。西国薬師四十九霊場第16番札所。
- 食堂 - 六時堂の北に隣接して建っていたが、1945年（昭和20年）3月13日・14日の第1回大阪大空襲で焼失[17]。
- 亀の池
- 石舞台（重要文化財） - 元和9年（1623年）再建。六時堂の手前の「亀の池」の中央にある石橋の上にある[17]。石舞台は「日本三舞台」の一つとされる（他2つは、住吉大社の石舞台、厳島神社の平舞台）。この舞台では毎年4月22日の聖霊会（聖徳太子の命日法要）の日に雅楽が終日披露される。四天王寺の雅楽は、宮中（京都）、南都（奈良）と共に三方楽所とされた「天王寺楽所」によって伝えられ、雅楽の最古の様式を持ち、現在は「雅亮会」が伝統の様式を継承している。
- 北鐘堂（黄鐘楼） - 北の引導鐘ともいうが、正式には、黄鐘楼（おうしょうろう）という[17]。1949年（昭和24年）再建。
- 西楽舎（右方楽舎） - 1956年（昭和31年）建立。
- 御供所 - 1956年（昭和31年）建立。
- 東楽舎（左方楽舎） - 1956年（昭和31年）建立。
- 太鼓楼 - かつては太鼓が置かれていたが、再建の際に北鐘堂と同じ黄鐘調の鐘に変えられた[17]。
- 亀井堂 - 創建は推古天皇元年（593年）。1955年（昭和30年）再建。堂内に亀形石があり、金堂の基壇下にあるという青竜池から湧いている「白石玉出の清水」をここに通して経木流しを行う場としている[17]。2019年（令和元年）に初の亀形石の学術調査が元興寺文化財研究所により実施され「国家的管理のもとで水祭祀が行われていた」可能性を指摘した。7世紀に造られたもので、酒船石遺跡の亀型石造物と年代や規模、構造がほぼ一致し、亀井堂では上下水槽とも古墳時代の石棺に用いられた凝灰岩の「竜山石（たつやまいし）」の巨大な一枚岩から造形されたものと判明した。水槽を連結した祭祀施設は7世紀以降には造られていない。元は天皇祭祀に使用されていたと推測されている。平安時代の治安3年（1023年）に藤原道長が参拝時に、亀形水槽で手を清め、流れる水を神聖視している。上部の亀像は元は水槽で、下の手足のみ残る水槽の方が本来は亀形で元は頭もあって酒船石遺跡と同形式だったが、鎌倉時代までに、上部水槽に亀の頭と甲羅と手足（花崗岩製）を蓋をする形で増設して修正加工されて、この際に下部の亀形水槽の頭が削られ半分ほどしか残っていない。残る部分と手足などから、酒船石遺跡の亀形石より亀井堂のほうが忠実に亀を表現していると指摘されている[18][19]。2023年（令和5年）5月16日に大阪市指定有形文化財に指定されている。
- 亀井不動堂 - 1955年（昭和30年）再建。創建は推古天皇元年（593年）である。亀井不動尊を祀る。近畿三十六不動尊霊場第1番札所。
- 番匠堂 - 曲尺を手に持った曲尺太子を祀る[17]。
- 一乗院 - 2020年（令和2年）3月6日建立。伝教大師最澄を祀る。
- 普賢堂 - 普賢菩薩を祀る。
- 南鐘堂（鯨鐘楼） - 太子引導鐘堂ともいうが、正式名称は鯨鐘楼（げいしょうろう）という[17]。1955年（昭和30年）建立。
- 太子井戸屋形
- 唐門
- 石神堂 - 創建は推古天皇元年（593年）。牛王尊を祀る[17]。
- 用明殿 - 2019年（令和元年）再建。聖徳太子の父である用明天皇を祀る。慶安4年（1651年）には東照大権現（徳川家康）像を用明殿に合祀し、それ以降は東照宮となっていたが、明治時代に元に戻された。
- 宝物館 - 1970年（昭和45年）10月17日再建。
- 辯天池
- 亀遊嶋辯天堂 - 亀遊嶋辯才天を祀る[17]。
- 一音院 - 子院。
- 伊勢神宮遙拝石
- 東大門
- 聖霊院 - 中心伽藍の東に位置する一画で、聖徳太子を祀る。
  - 太子殿前殿 - 1954年（昭和29年）4月10日再建。入母屋造妻入。聖徳太子孝養像（十六歳像、秘仏）と太子二歳像を祀る[17]。聖徳太子霊跡第1番札所。なにわ七幸めぐり札所。
  - 太子殿奥殿 - 1979年（昭和54年）10月再建。聖徳太子摂政像（四十九歳像、松久朋琳・宗琳作、秘仏）を祀る[17]。一見法隆寺夢殿に似ているが、夢殿の平面が八角形であるのに対しこの建物の平面は完全な円形である。
  - 経堂 - 1979年（昭和54年）10月再建。「勝鬘経」、「維摩経」、「法華経」の三経と、その注釈書である「三経義疏」をはじめ高麗大蔵経・昭和荘厳経等が納められている[17]。
  - 絵堂 - 1979年（昭和54年）10月再建。杉本健吉筆の「聖徳太子御絵伝障壁画」がある[17]。
  - 守屋祠（もりやのやしろ） - 物部守屋大連、弓削小連、中臣勝海連を祀る。かつては熊野権現を祀る熊野三社であった。
  - 猫の門 - 1979年（昭和54年）10月再建。空襲で焼失した以前の猫の門に彫られていた猫の彫刻は左甚五郎の作であったという。
  - 虎の門 - 1979年（昭和54年）10月再建。
- 本坊
  - 五智光院（重要文化財） - 灌頂堂ともいう。入母屋造、瓦葺き。元和9年（1623年）、徳川秀忠による再建。元は西大門付近にあったものを1901年（明治34年）に本坊内の現位置に移築。大日如来を中心とする五智如来像を安置する。徳川将軍家代々の位牌を納めており、御霊舎（みたまや）とも呼ばれる[17]。
  - 庫裏
  - 玄関
  - 客殿
  - 方丈（重要文化財） - 湯屋方丈ともいう。元和9年（1623年）、徳川秀忠による再建[17]。
  - 茶室「払塵亭」
  - 本坊庭園「補陀落の庭」 - 座視式庭園。現在の庭は明治時代初期に火災による焼失から復興されたもの[17]。
  - 本坊庭園「極楽浄土の庭」 - 2つの小川「水の河」と「火の河」、および2つの池「瑠璃光の池」と「極楽の池」からなる池泉回遊式庭園。現在の庭は明治時代初期に、火災による焼失から復興されたもの[17]。詳しくは別項「四天王寺本坊庭園」を参照。
  - 一心大神（弁才天）
  - 八角亭（登録有形文化財） - 1903年（明治36年）建築。同年、天王寺で行われた第5回内国勧業博覧会で使用された建物を後に移築したもの。この博覧会のために作られた建物で現存している唯一のもの。
  - 茶室「和松庵」 - 松下幸之助による寄進。
  - 茶室「臨池亭」
  - 茶室「青龍亭」（登録有形文化財）
  - 荒陵稲荷大明神 - 鬼門鎮守。
  - 吒枳尼天社
  - 宝蔵（大阪市指定有形文化財）
  - 本坊唐門（登録有形文化財）
  - 本坊西通用門（重要文化財） - 元和9年（1623年）、徳川秀忠による建立。元は四天王寺別院の椎寺にあった南四足門。1912年（明治45年）に現在地に移転。
- 元三大師堂（重要文化財） - 元和4年（1618年）建立[17]。寄棟造、瓦葺き。元三大師良源を祀る。境内西北の墓域に位置する。元は四天王寺別院の椎寺・普門院であったが、宝永4年（1707年）までには元三大師像を祀るようになり、元三大師堂と呼ばれるようになった。
- 乾門
- 中之院 - 子院。
- 中之門（大阪市指定有形文化財）
- 地蔵堂 - 明治時代に境内各所、付近一帯から集められた地蔵菩薩を祀る[17]。
- 大黒堂 - 大黒天・毘沙門天・弁才天の三つの顔を持った三面大黒天を祀る[17]。
- 英霊堂（大阪市指定有形文化財） - 元は1908年（明治41年）に建立された大釣鐘堂「頌徳（しょうとく）鐘楼」である。1903年（明治36年）に鋳造され、当時世界一大きいとされた大梵鐘「聖徳皇太子頌徳鐘」が釣られていたが、鋳造が不出来で大変音が悪く、一度撞かれただけで以降は撞かれることも無く「鳴らずの鐘」と呼ばれていた。鐘は太平洋戦争中に金属類回収令で国に供出することとなり、最後にもう一度撞かれた。1943年（昭和18年）4月に解体されて国に供出されている。1948年（昭和23年）に鐘楼に壁が設けられて仏堂として改築されると1949年（昭和24年）に比叡山の黒谷青龍寺から阿弥陀如来立像が寄進され、1951年（昭和26年）に平和祈念堂と命名されてその阿弥陀如来立像を本尊として祀った。平和祈念堂は後に英霊堂に改名されている[17]。天井画の雲龍図は森下仁丹の創業者・森下博による寄進で、湯川松堂によって描かれたもの。
- 吉祥院 - 子院。
- 静専院 - 子院。
- 東光院 - 子院。
- 丸池（鏡の池）
- 和労堂 - 無料休憩所[17]。
- 西大門（極楽門） - 創建は推古天皇元年（593年）。1962年（昭和37年）に松下幸之助の寄進により再建。この門は極楽の入口とされており、極楽門とも呼ばれる[17]。この場所で西に落ちる夕日に顔を向けながら日想観が行われた。
- 見真堂 - 浄土真宗の祖である親鸞聖人を顕彰し、建立された。阿弥陀如来を祀る[17]。
- 親鸞聖人像
- 布袋堂 - 「乳のおんばさんのお堂」とも呼ばれる。布袋尊を祀る。大阪七福神布袋札所[17]。
- 短声堂跡 - 1945年（昭和20年）3月13日・14日の第1回大阪大空襲で焼失[17]。
- 引声堂跡 - 平安時代には念仏三昧院、念仏堂とも呼称されていた。1945年（昭和20年）3月13日・14日の第1回大阪大空襲で焼失[17]。
- 四天王寺中学校・高等学校
- 西国巡礼三十三度行者満願供養塔（大阪市指定有形民俗文化財）
- 石鳥居（重要文化財） - 中心伽藍の西側、西門のさらに外に立つ。永仁2年（1294年）にそれまでの木造鳥居を忍性が勅を奉じて石鳥居に改めたもので、神仏習合時代の名残である。鳥居上部に掲げられた扁額には「釈迦如来 転法輪処 当極楽土 東門中心」と浮彫風に鋳出してあり、釈迦如来が仏法を説いている場所で、ここが極楽の入口であるとの意である[17]。ここと西大門は西の海に沈む夕日を拝して極楽往生を念じる聖地であった。
- 義経よろい掛け松 - 源義経が鎧を掛けたという。
- 大師堂 - 弘法大師空海を祀る[17]。四国八十八箇所番外霊場札所。
- 弘法大師修行像
- 阿弥陀堂（念仏堂、登録有形文化財） - 1953年（昭和28年）に四天王寺末寺である三重県国束寺（くずかじ）の本堂を移築したもの。阿弥陀如来を祀る[17]。法然上人二十五霊場第6番札所。西山国師遺跡霊場客番札所。
- 納骨堂（登録有形文化財） - 1953年（昭和28年）に国束寺の堂宇を移築。
- 法然上人像
- 万燈院 - 紙衣仏（かみこぶつ）を祀っているため紙衣堂とも呼ばれる[17]。十一面観音を祀る。おおさか十三仏霊場第4番札所。
- 熊野権現礼拝石 - 熊野詣にはまずこの場所から熊野を遥拝し、道中の安全を祈り、熊野街道を南へと向かったといわれている[17]。
- 南大門 - 創建は推古天皇元年（593年）。1985年（昭和60年）11月再建[17]。
- 飛び地境内
  - 四天王寺病院 - 国道25号により境内地と分断されている。
  - 真光院 - 支院。四天王寺境内から北西の場所にある。聖徳太子が六万体の石造地蔵尊を刻んで納めたという。摂津国八十八箇所第24番札所。
  - 庚申堂 - 南大門から数百メートル南にあり飛び地境内となっている。日本三庚申の一つであり、日本最初の庚申尊出現の地である[17]。寺伝によると、大宝元年（701年）正月七日庚申の日に豪範僧都が疫病に苦しむ多くの人々を救わんと一心に天に祈ったところ、帝釈天のお使いとして童子が出現し、除災無病の霊験を示されたという[17]。この後、豪範により創建された。慶長年間（1596年 - 1615年）に豊臣秀頼によって再建されたが、第1回大阪大空襲によって焼失した。現在の庚申堂は日本万国博覧会（大阪万博）で全日本仏教会が休憩所として建築した「法輪閣」を、閉幕後に全日本仏教会の寄進によりこの地に移築、改修したものである。庚申待などを行う庚申信仰により、青面金剛童子[17]・四天王を祀る。
    - 鎮守社
    - 七福神像
    - 三猿堂
    - 庚申塔群（大阪市指定有形民俗文化財）
    - 奥之院
    - 山門

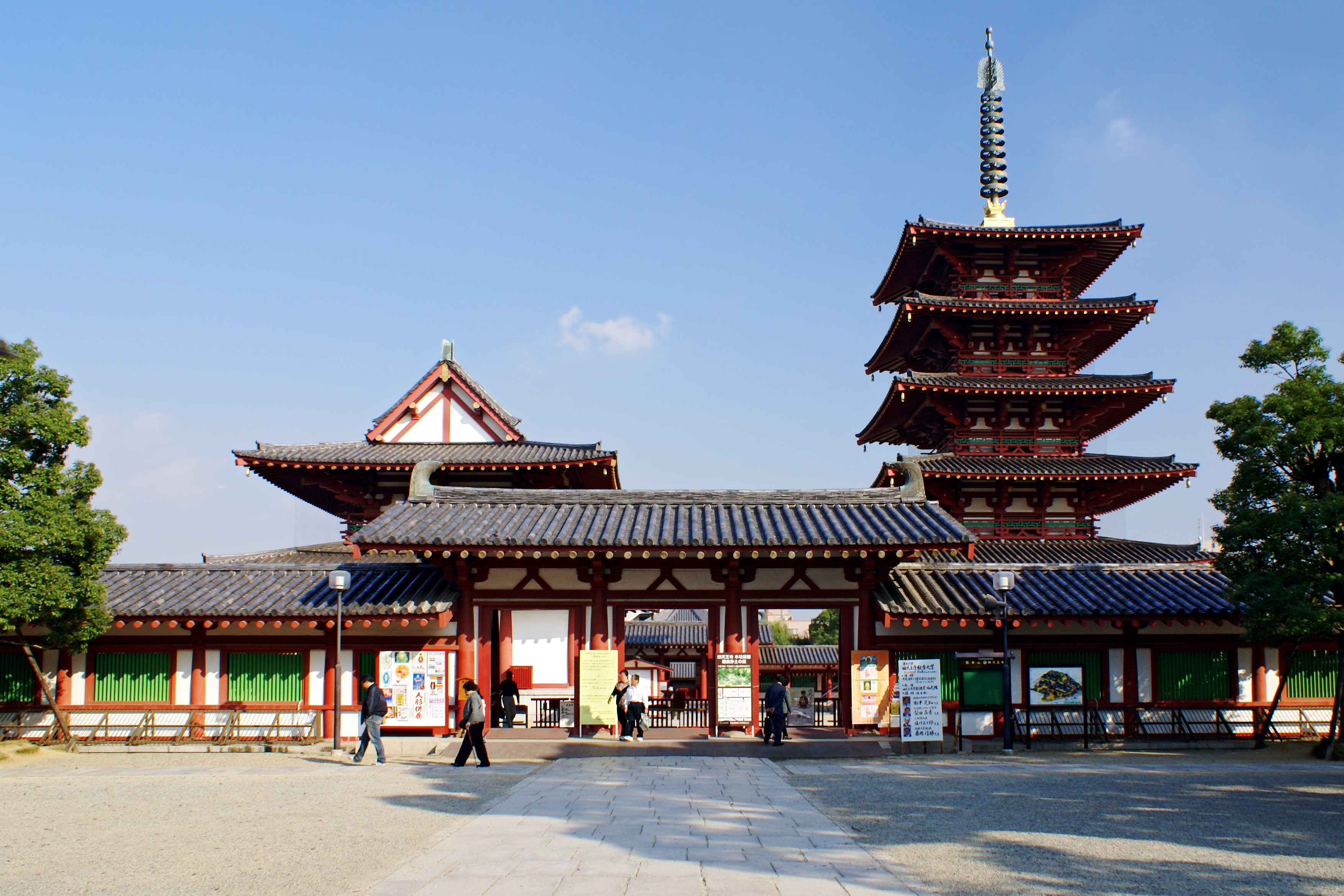
中心伽藍
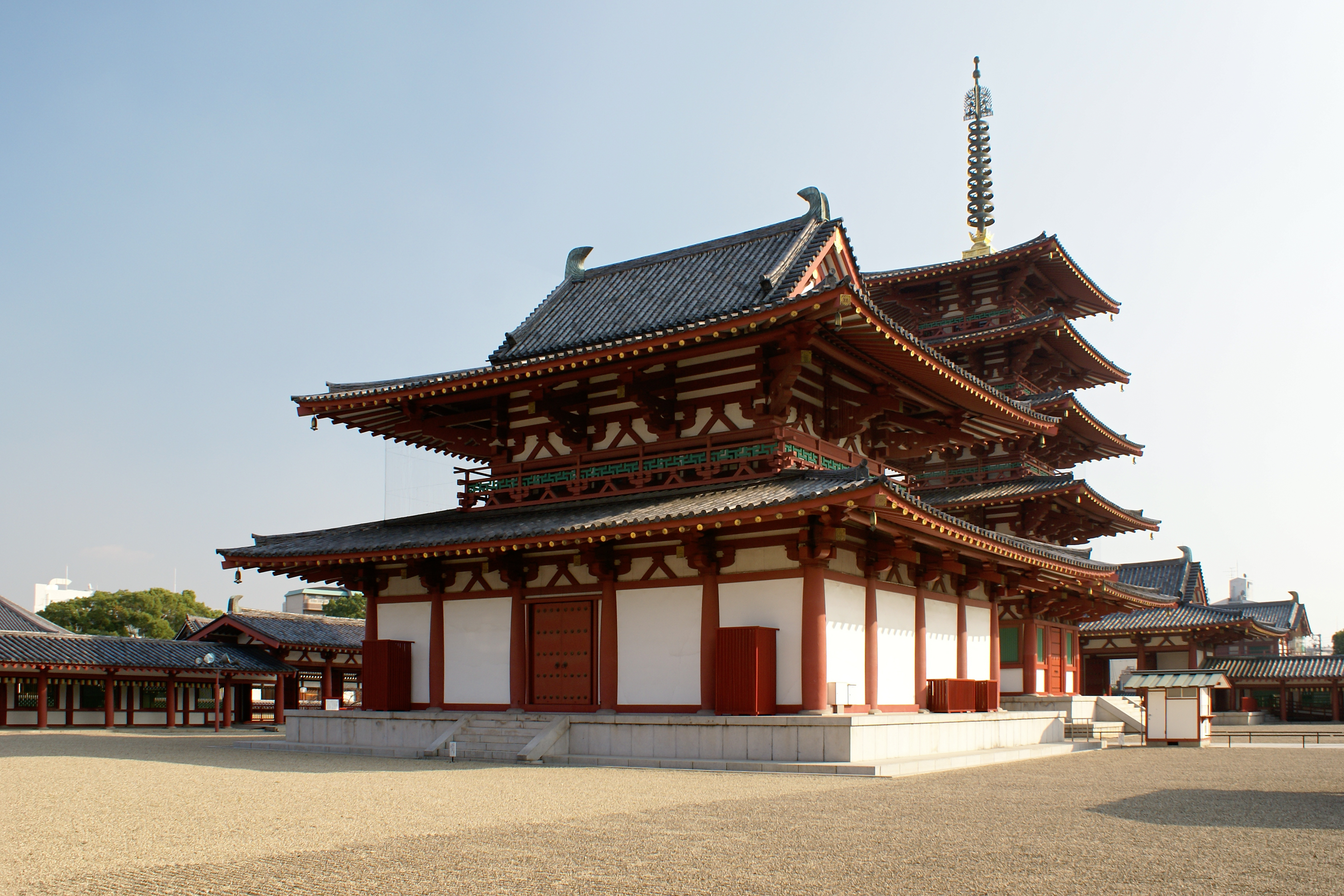
金堂
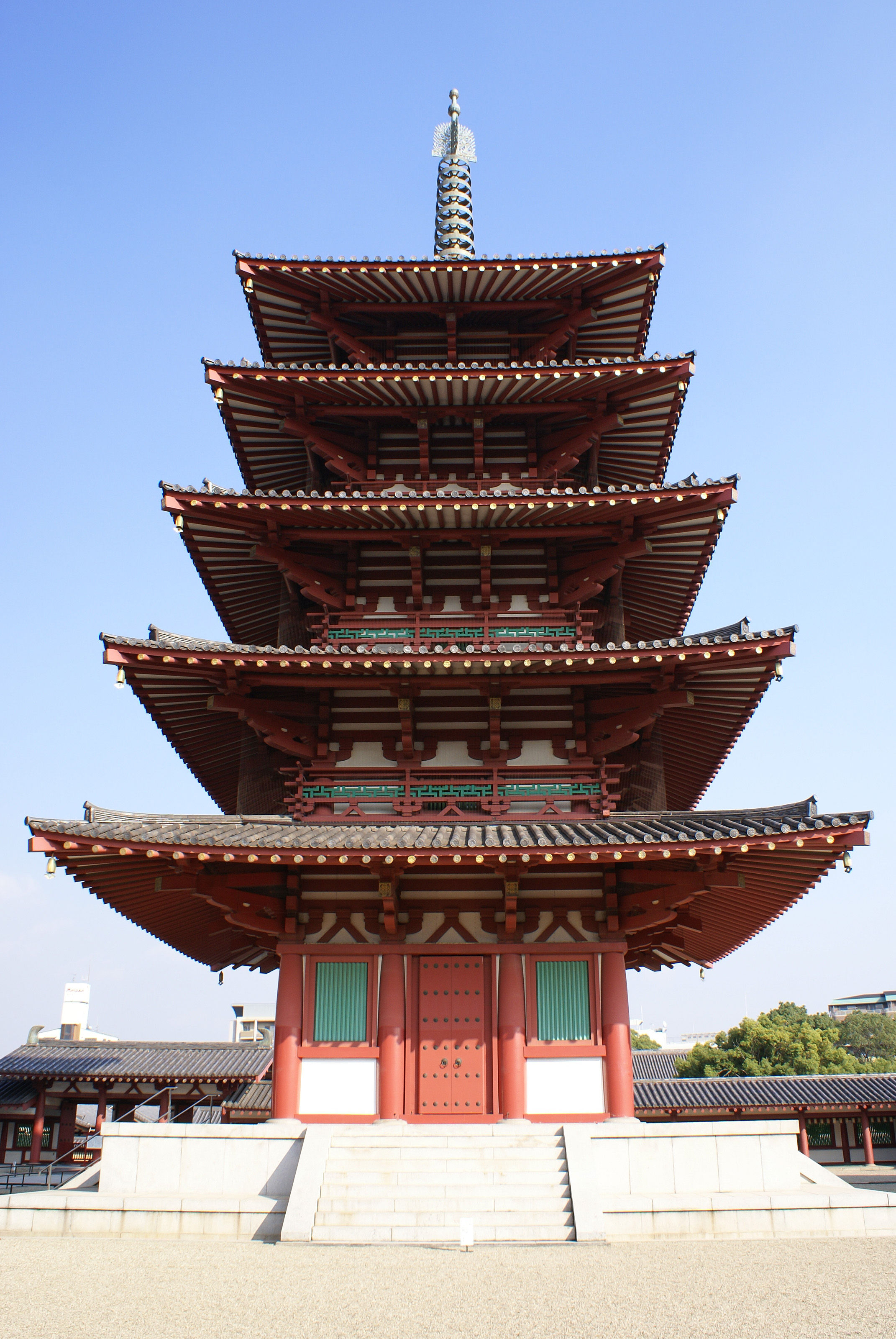
五重塔
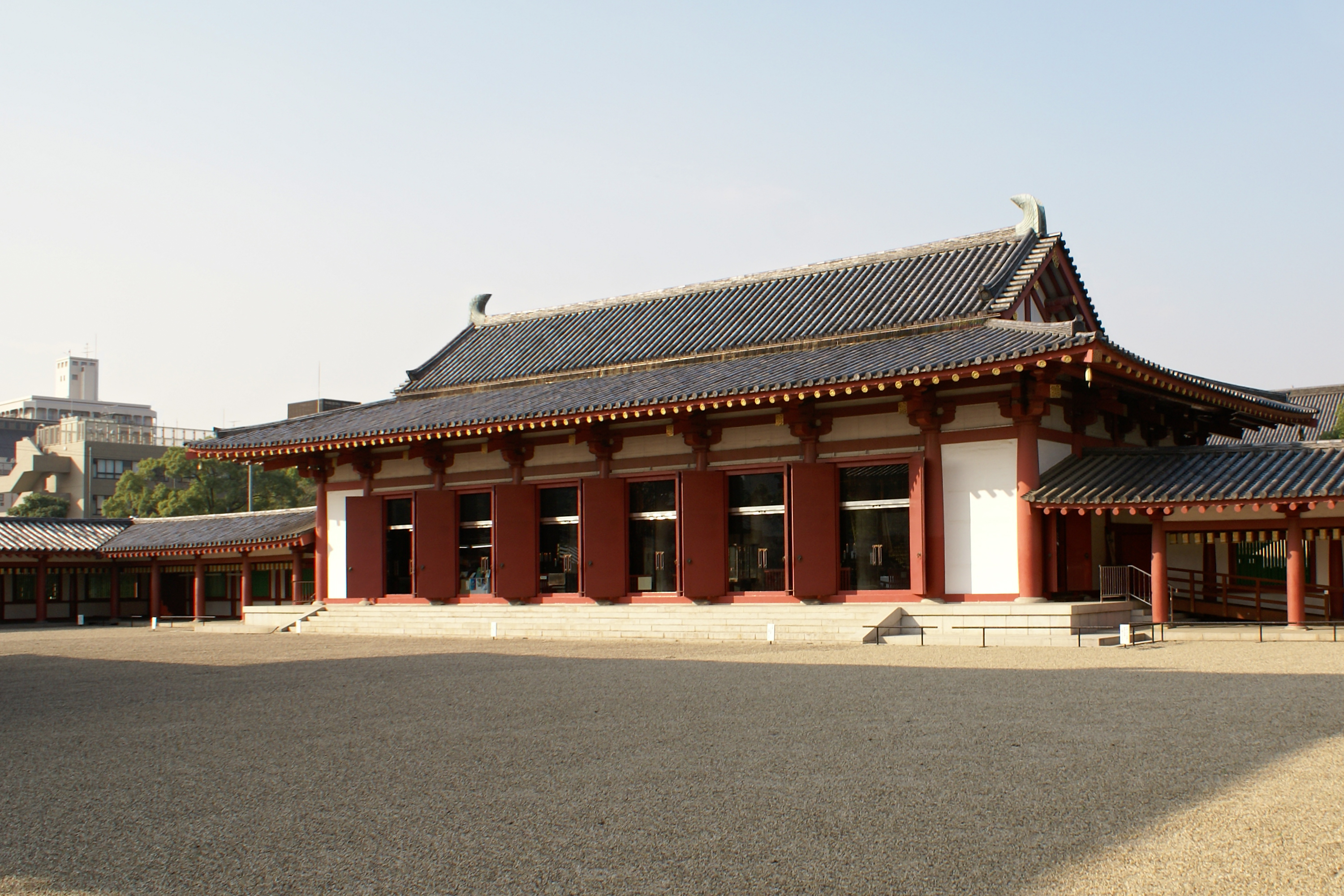
講堂
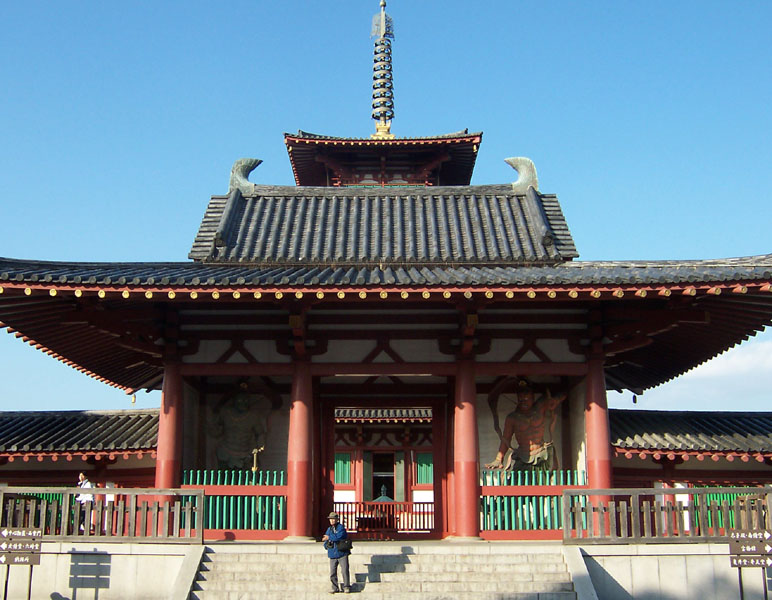
中門（仁王門）
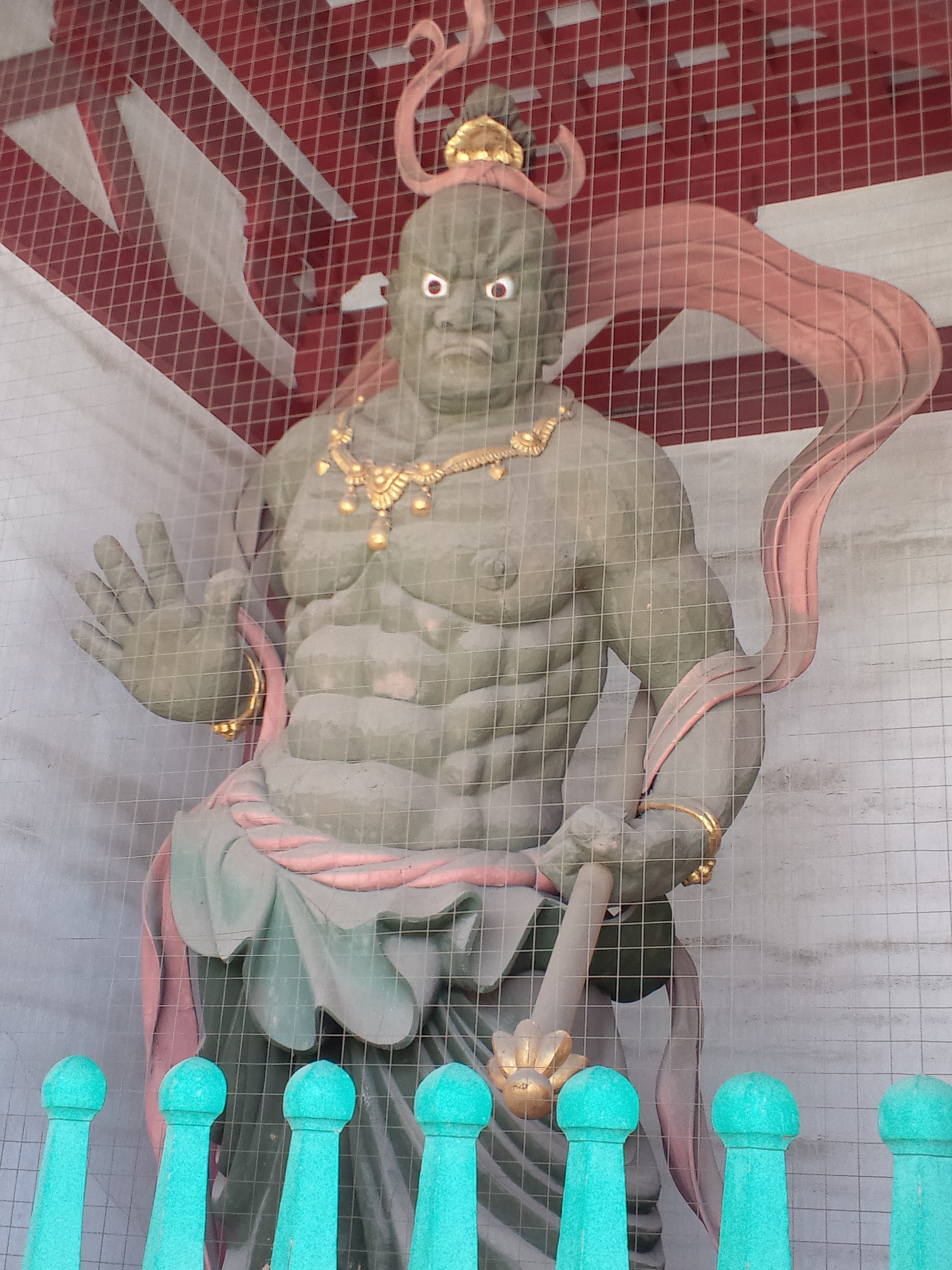
中門の金剛力士
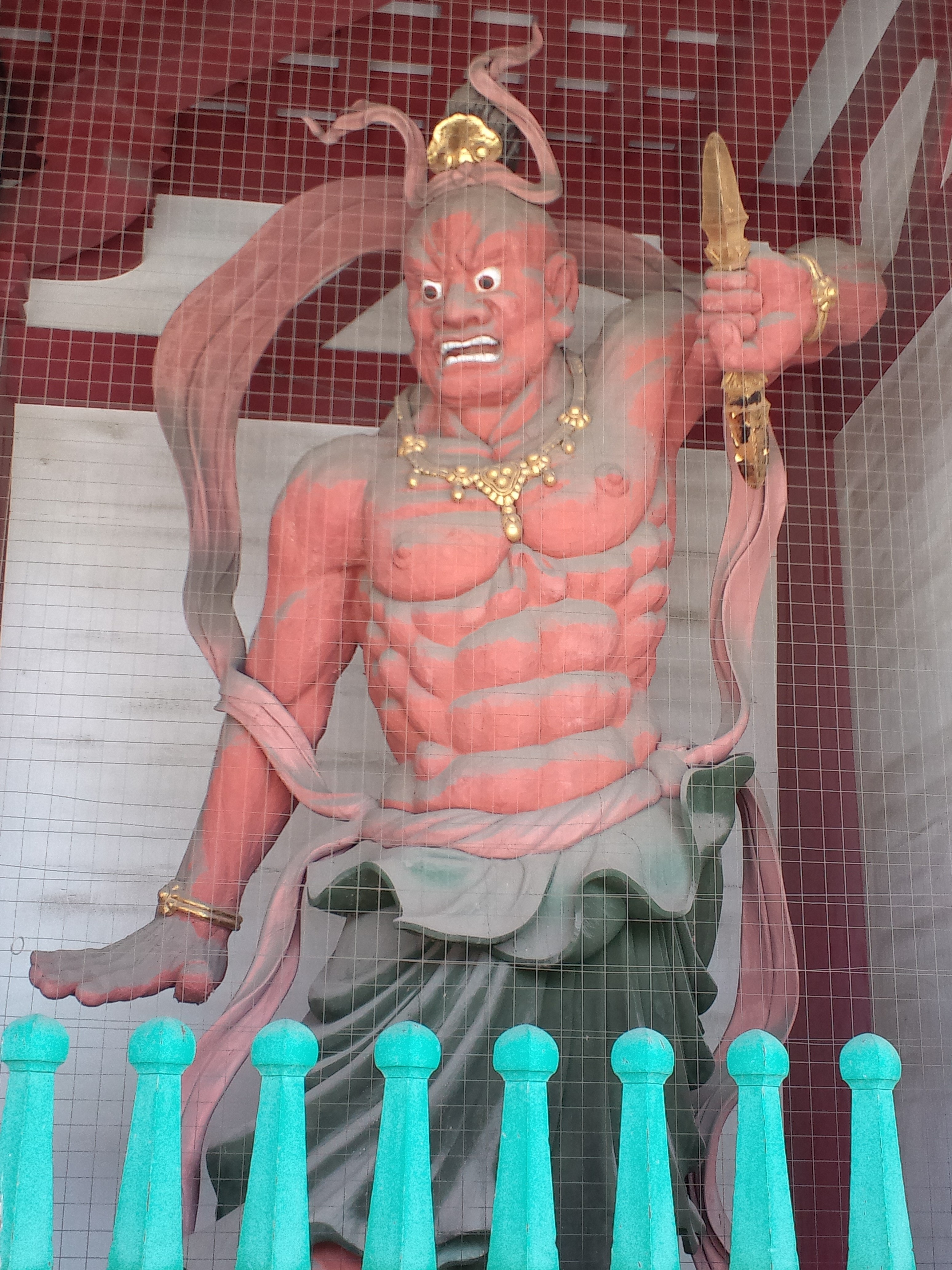
中門の金剛力士
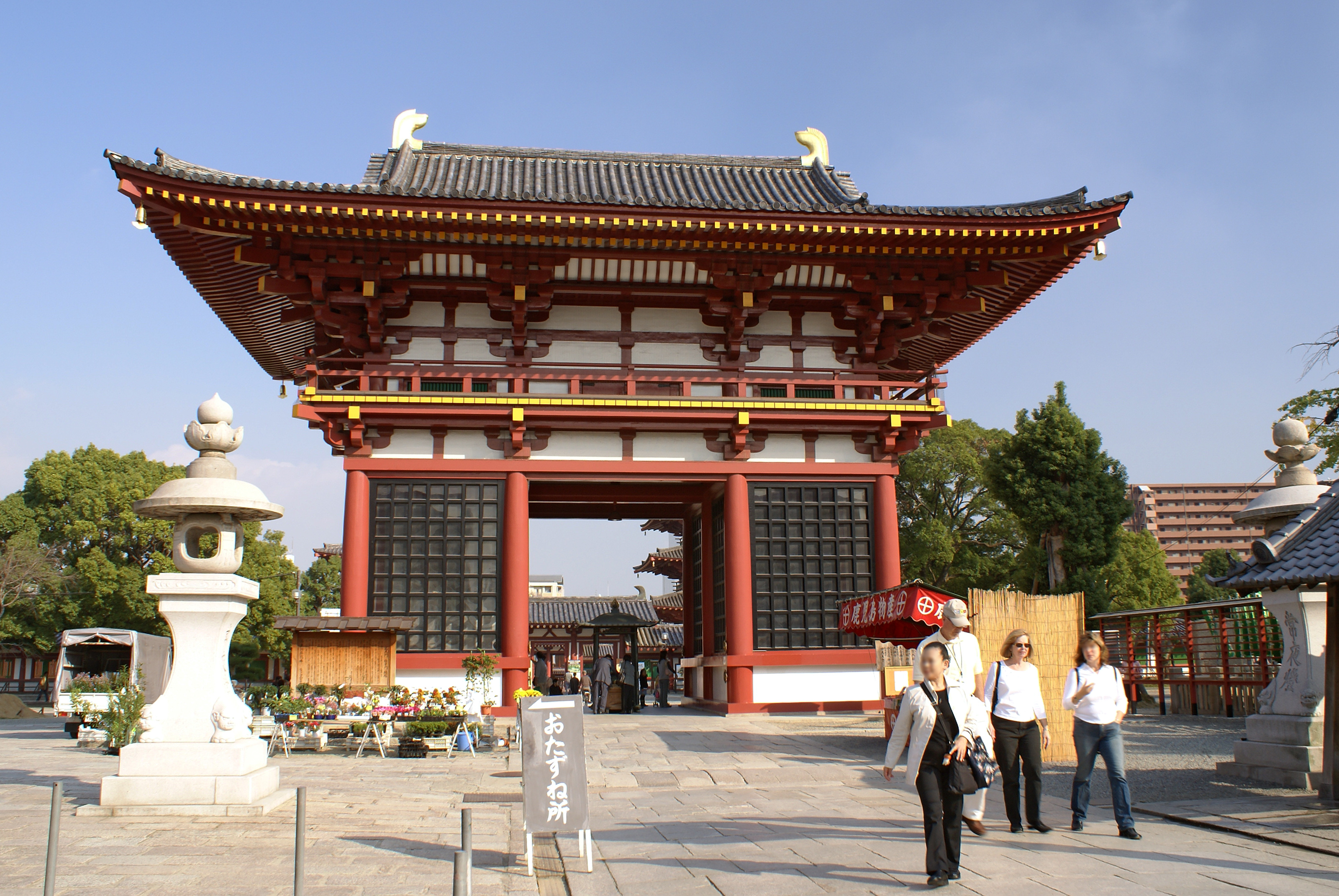
西大門（極楽門）
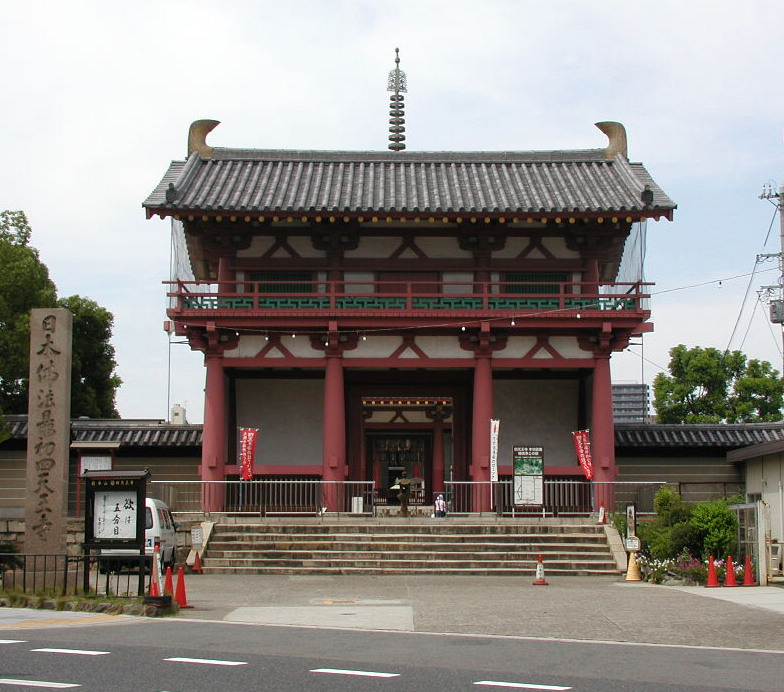
南大門
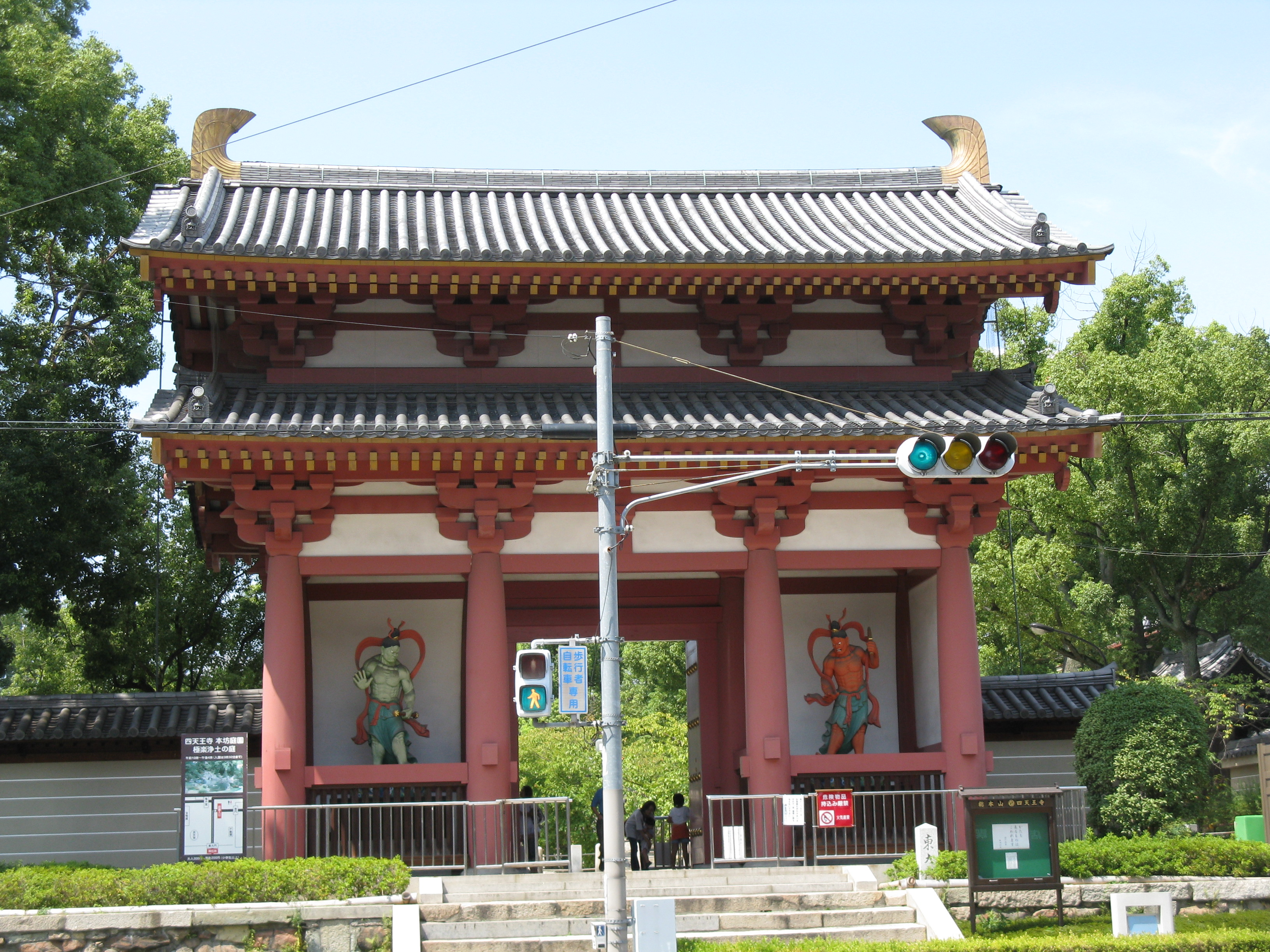
東大門
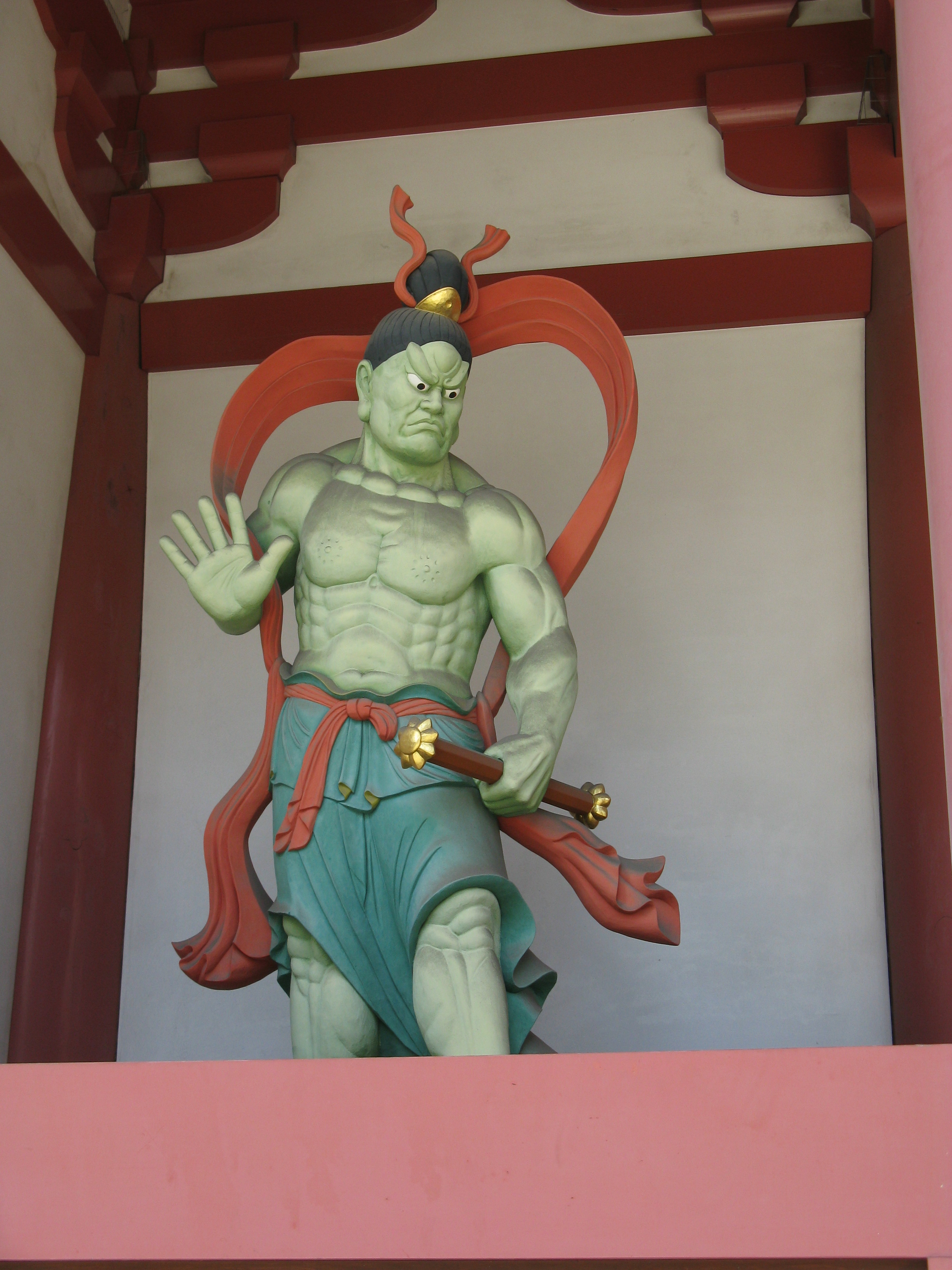
東大門の金剛力士
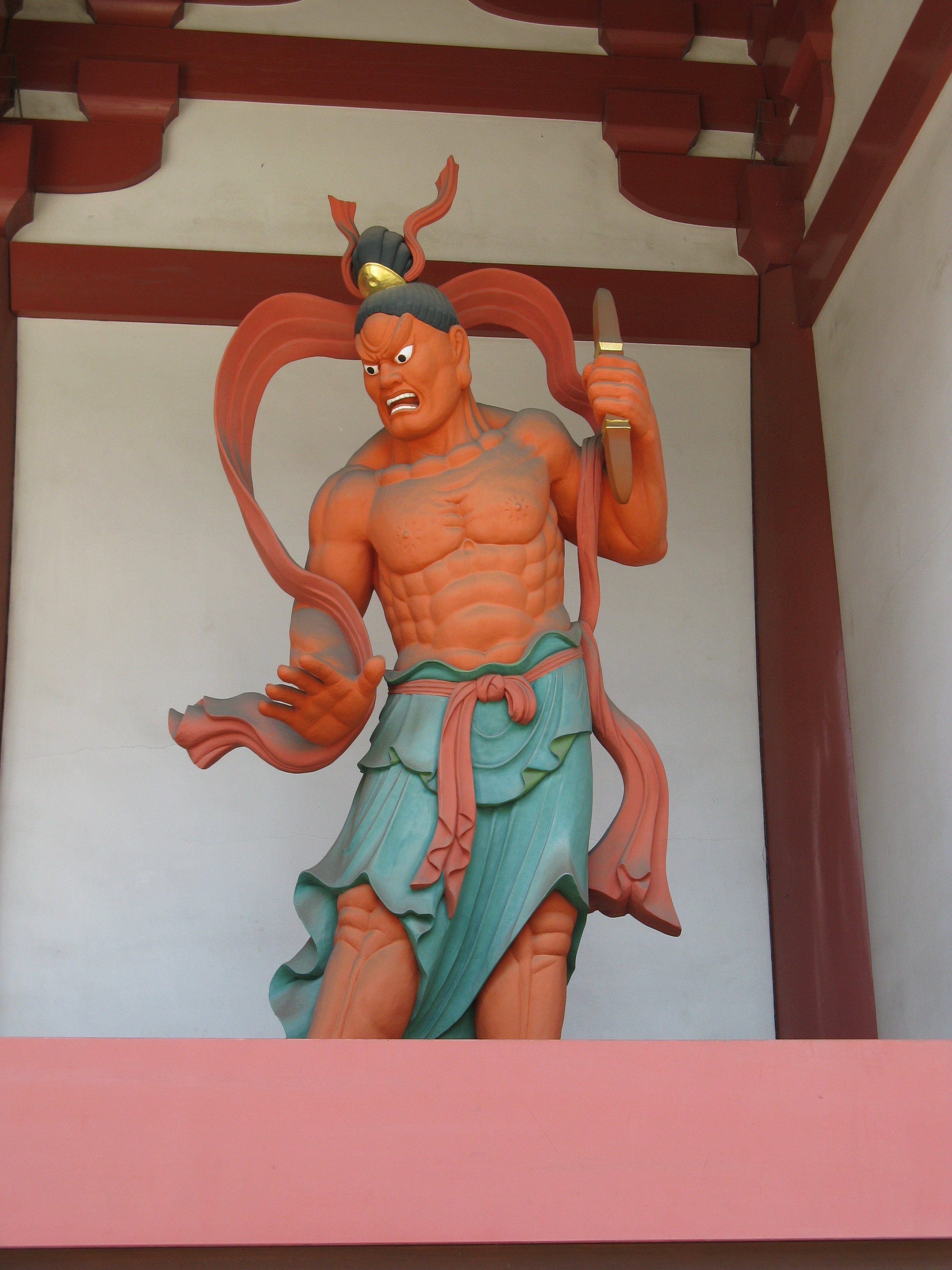
東大門の金剛力士
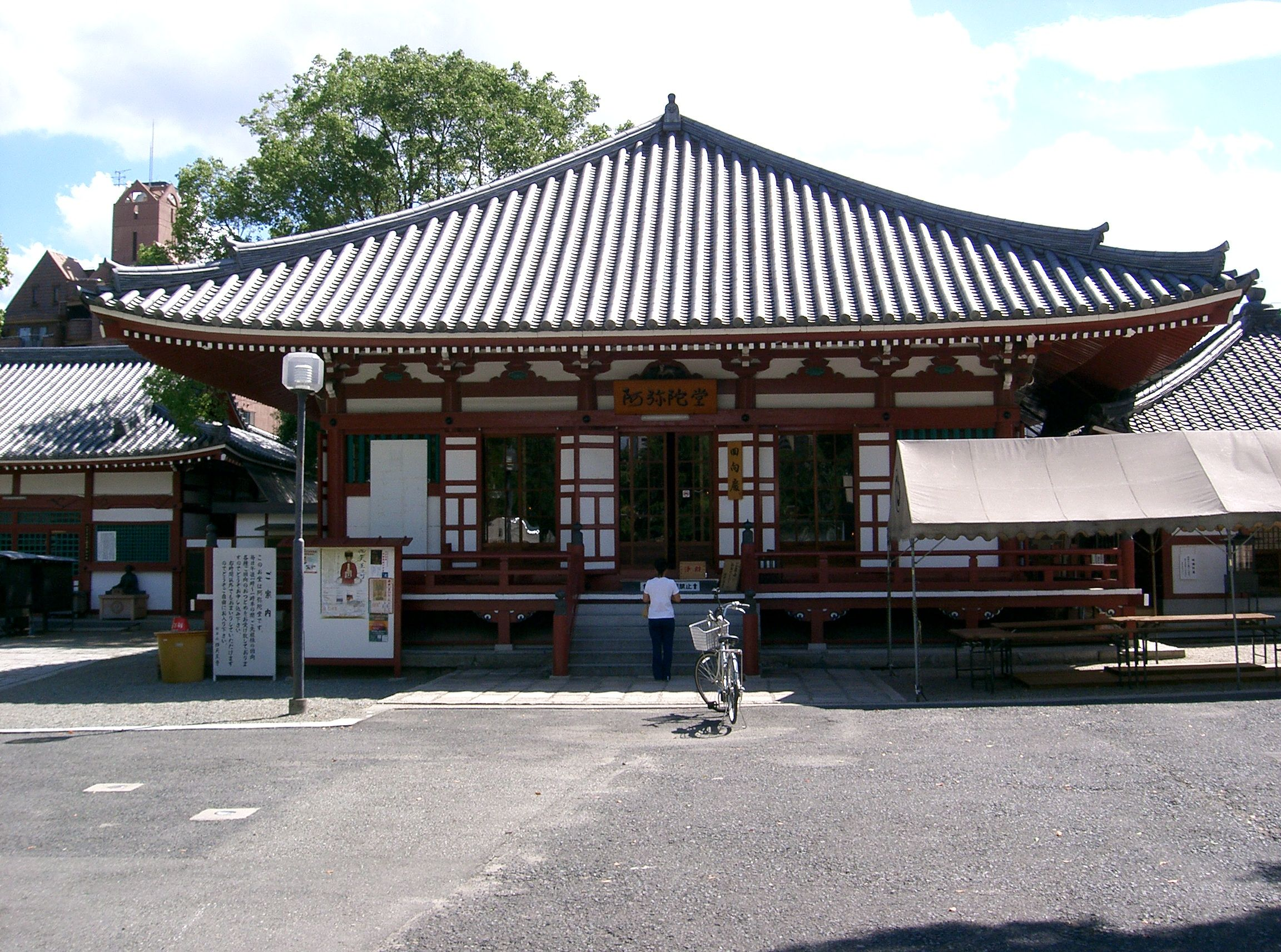
阿弥陀堂
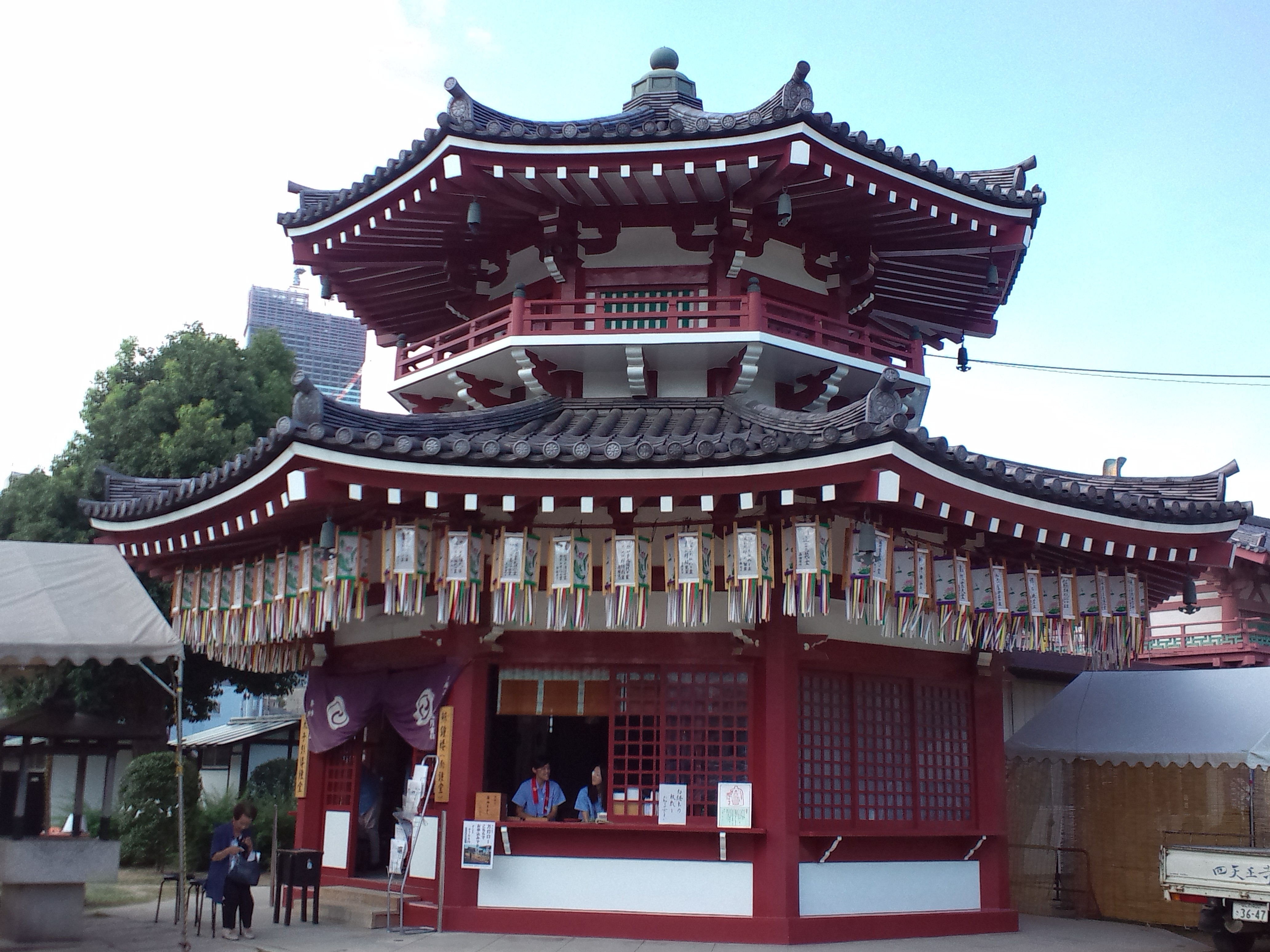
南鐘堂
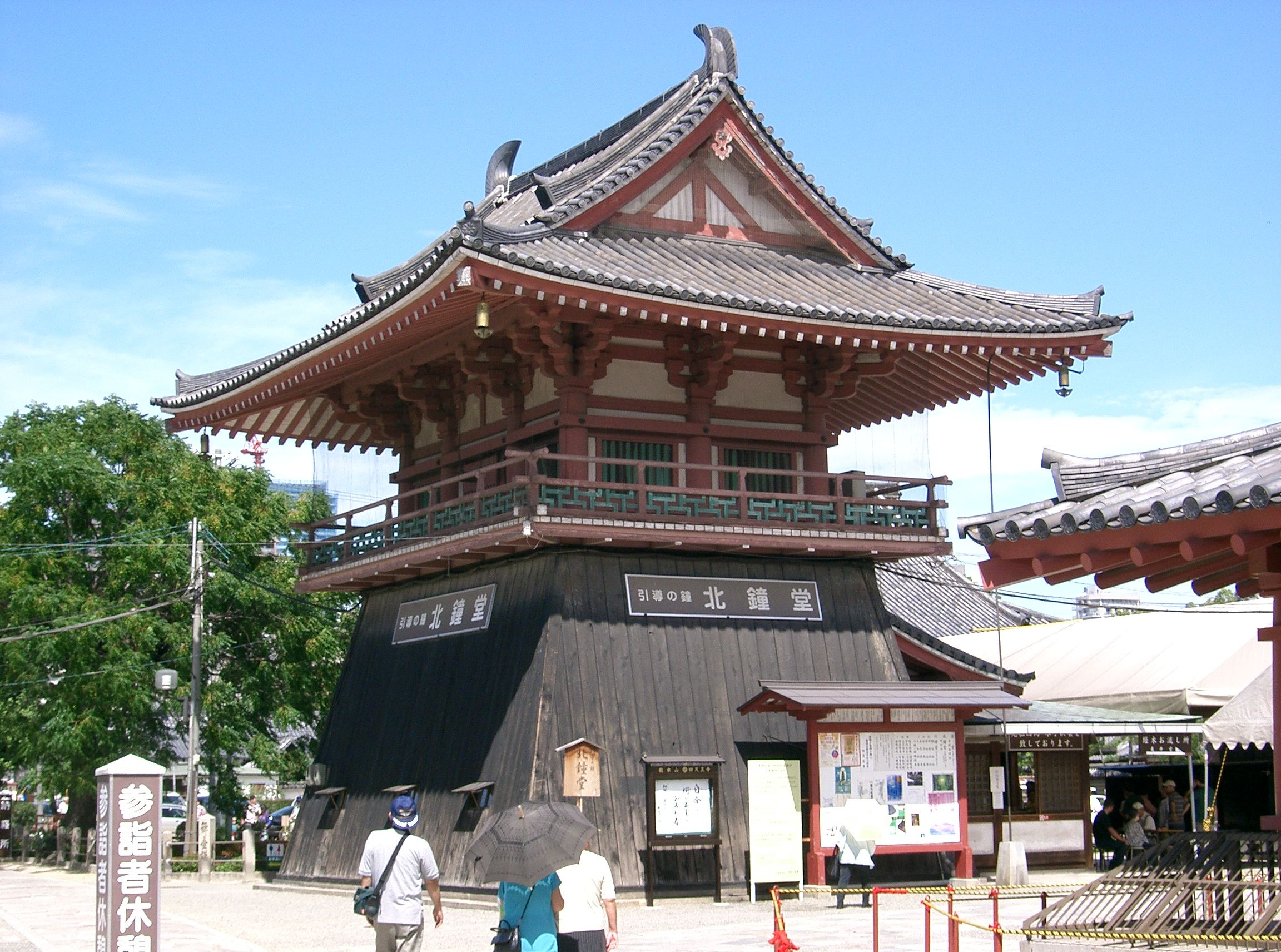
北鐘堂
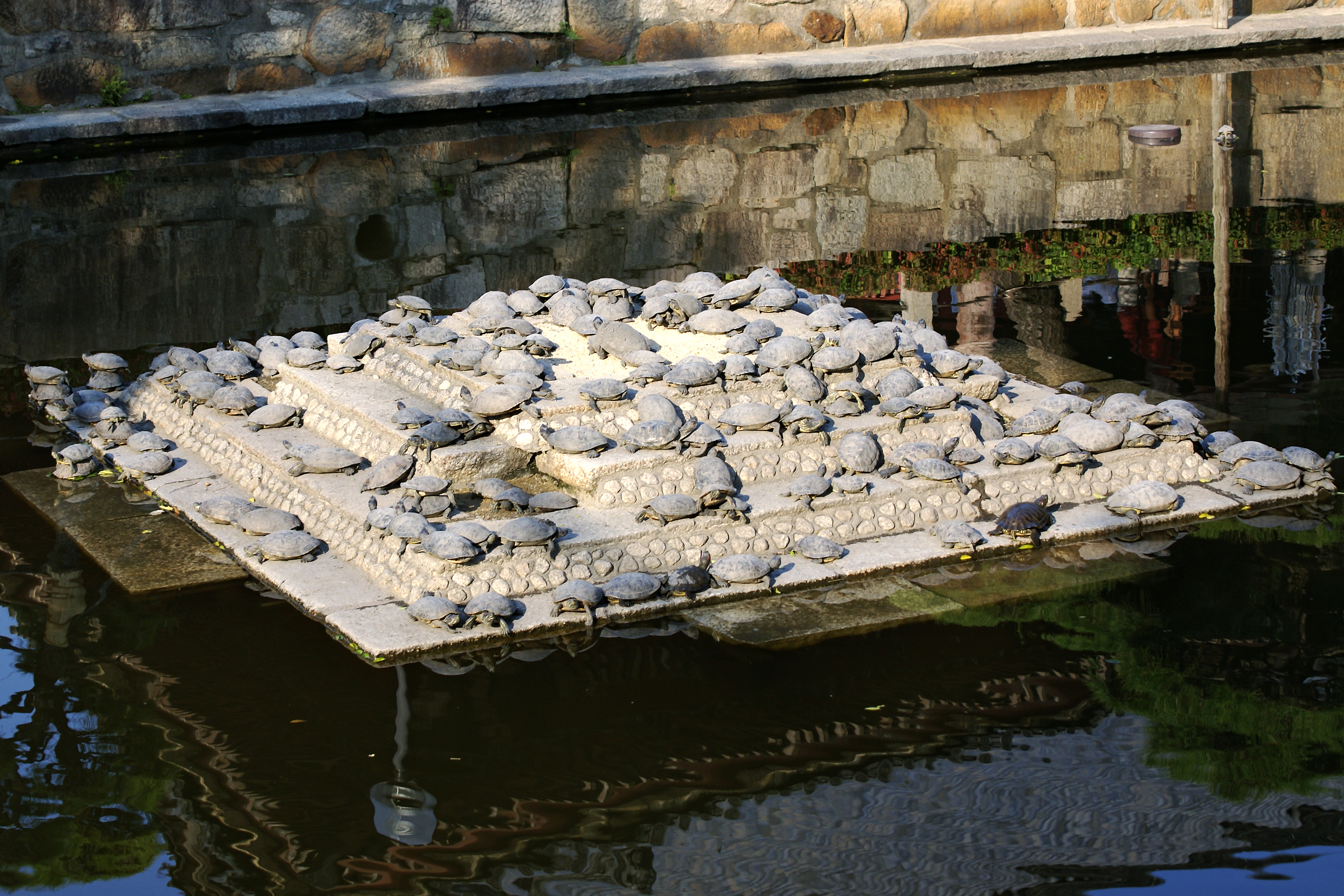
亀の池
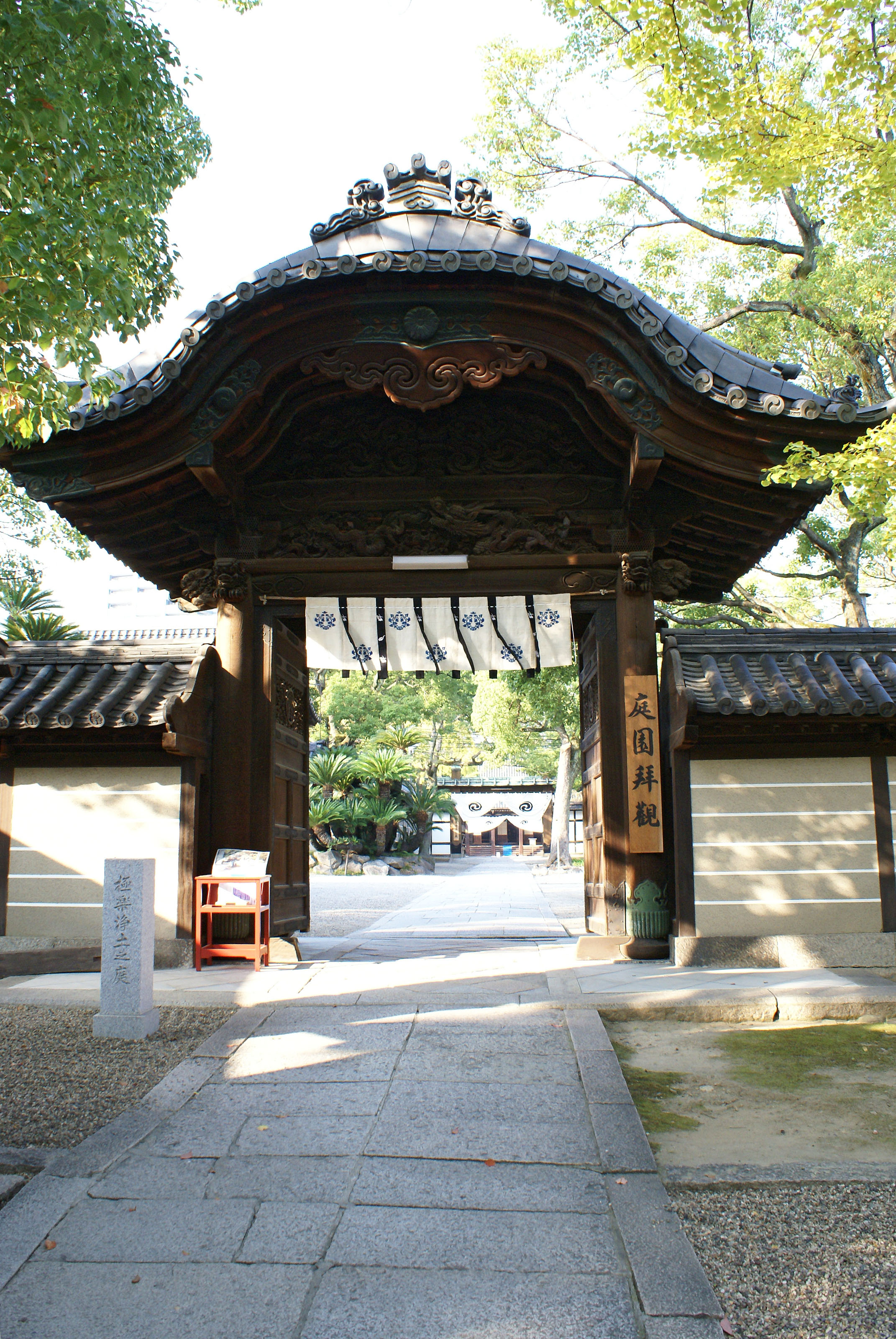
本坊唐門
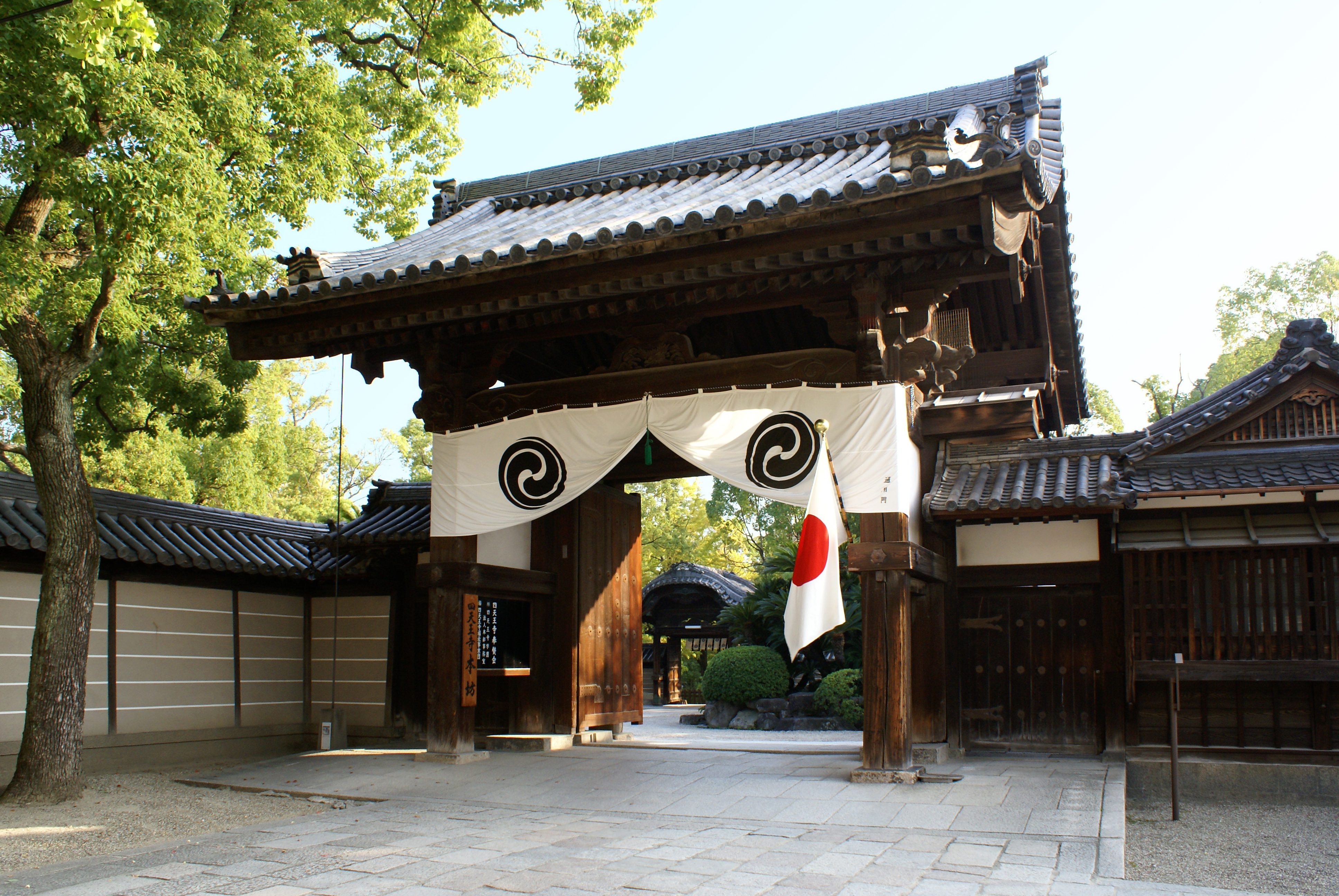
本坊西通用門
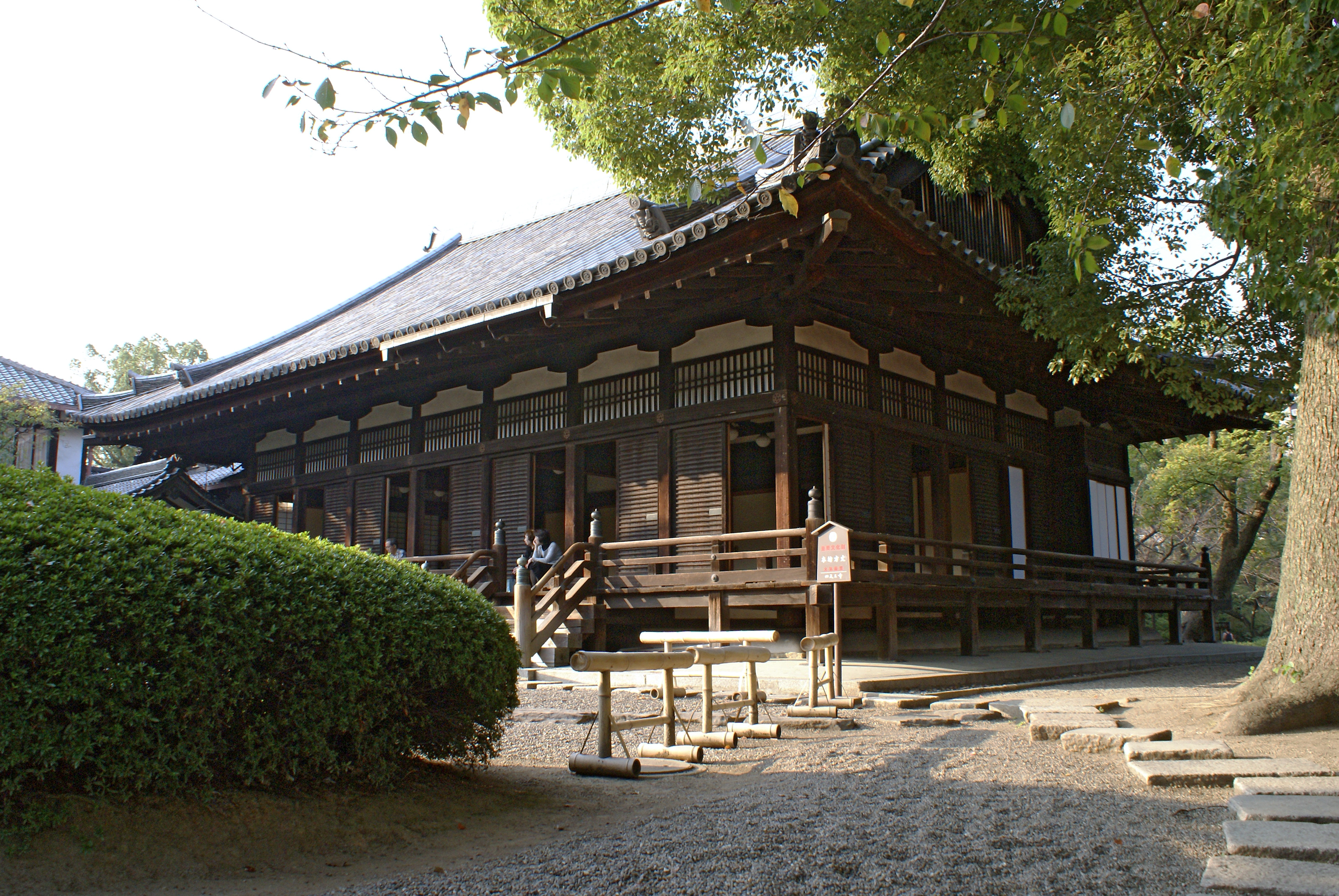
本坊方丈（湯屋方丈）
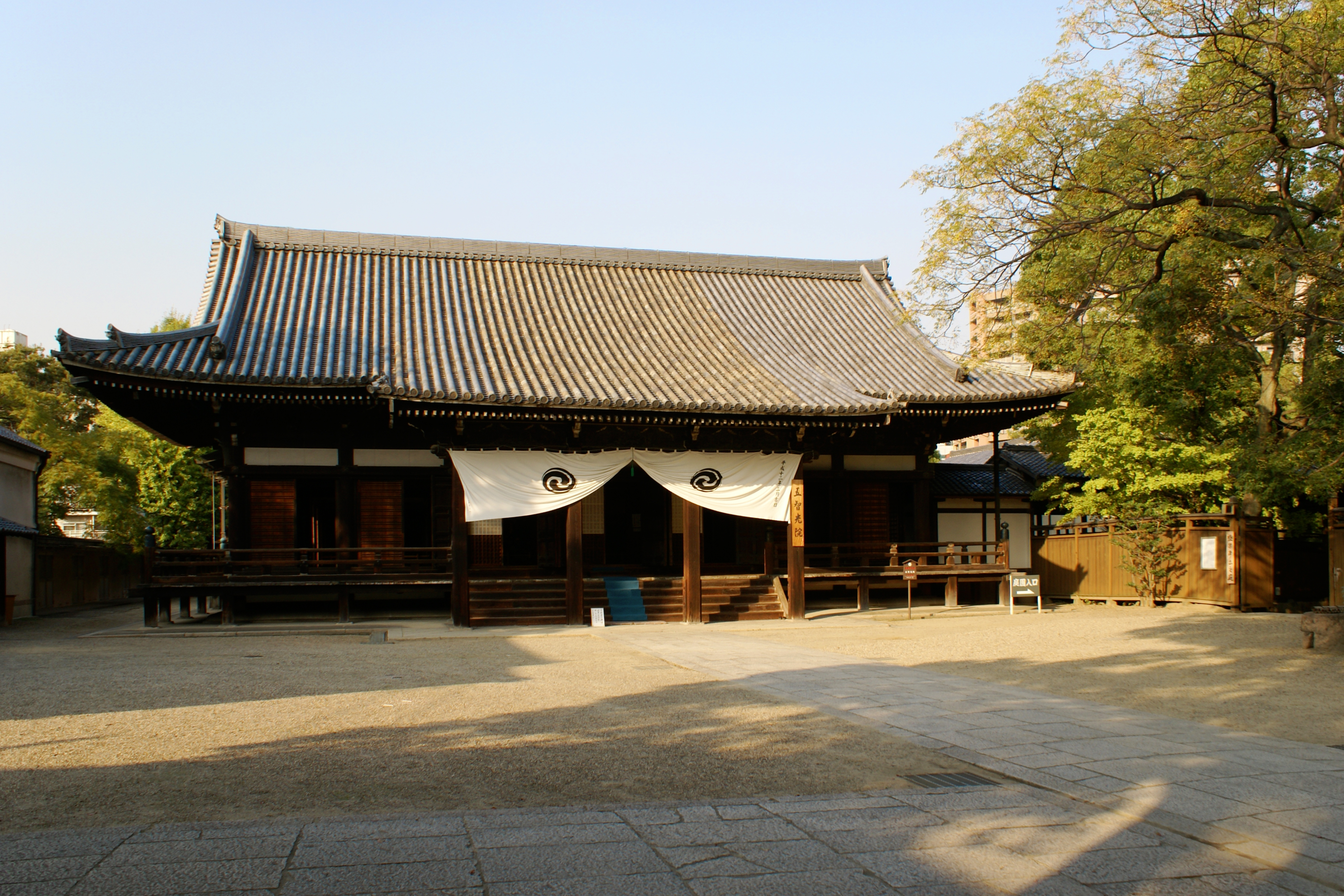
五智光院
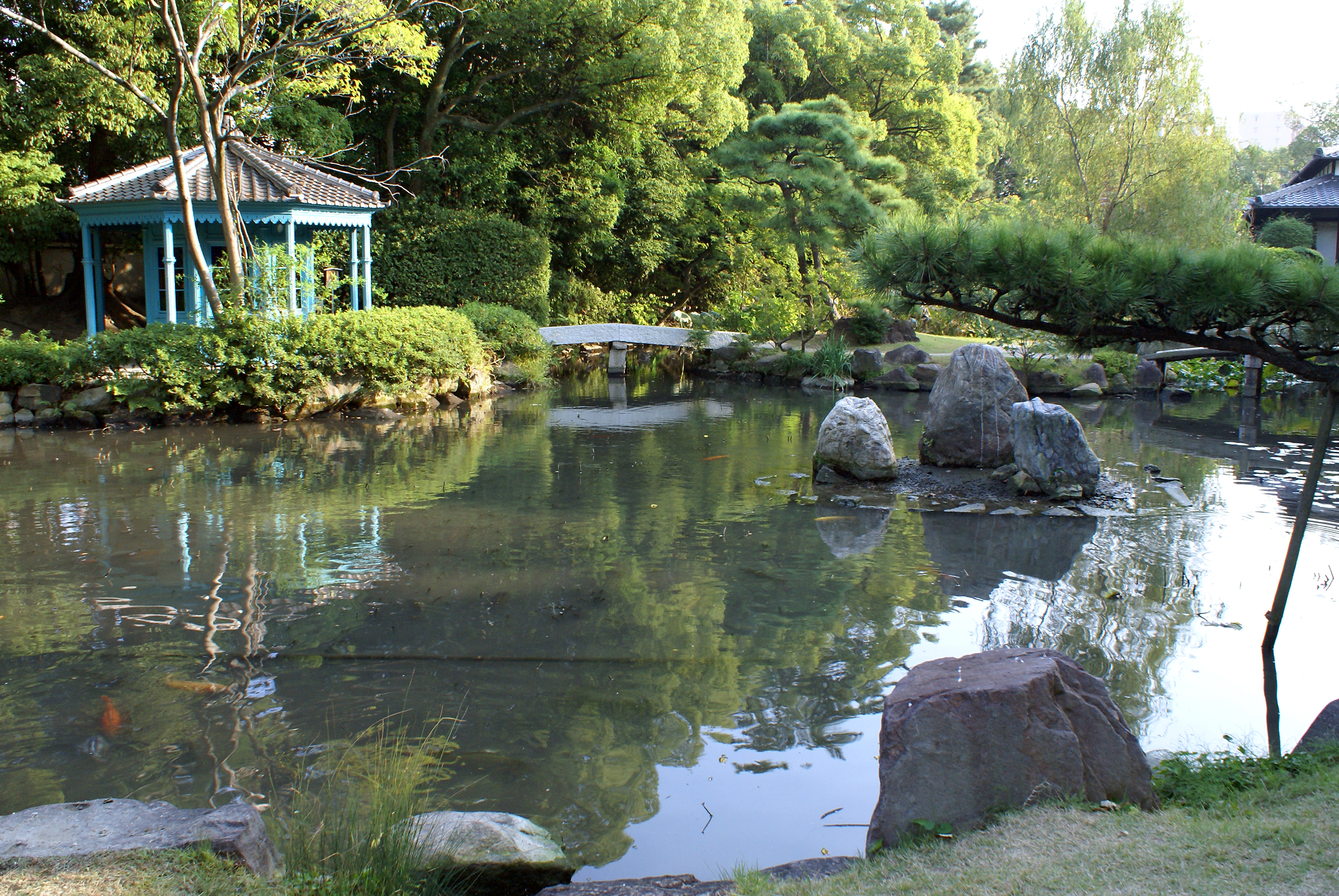
八角亭
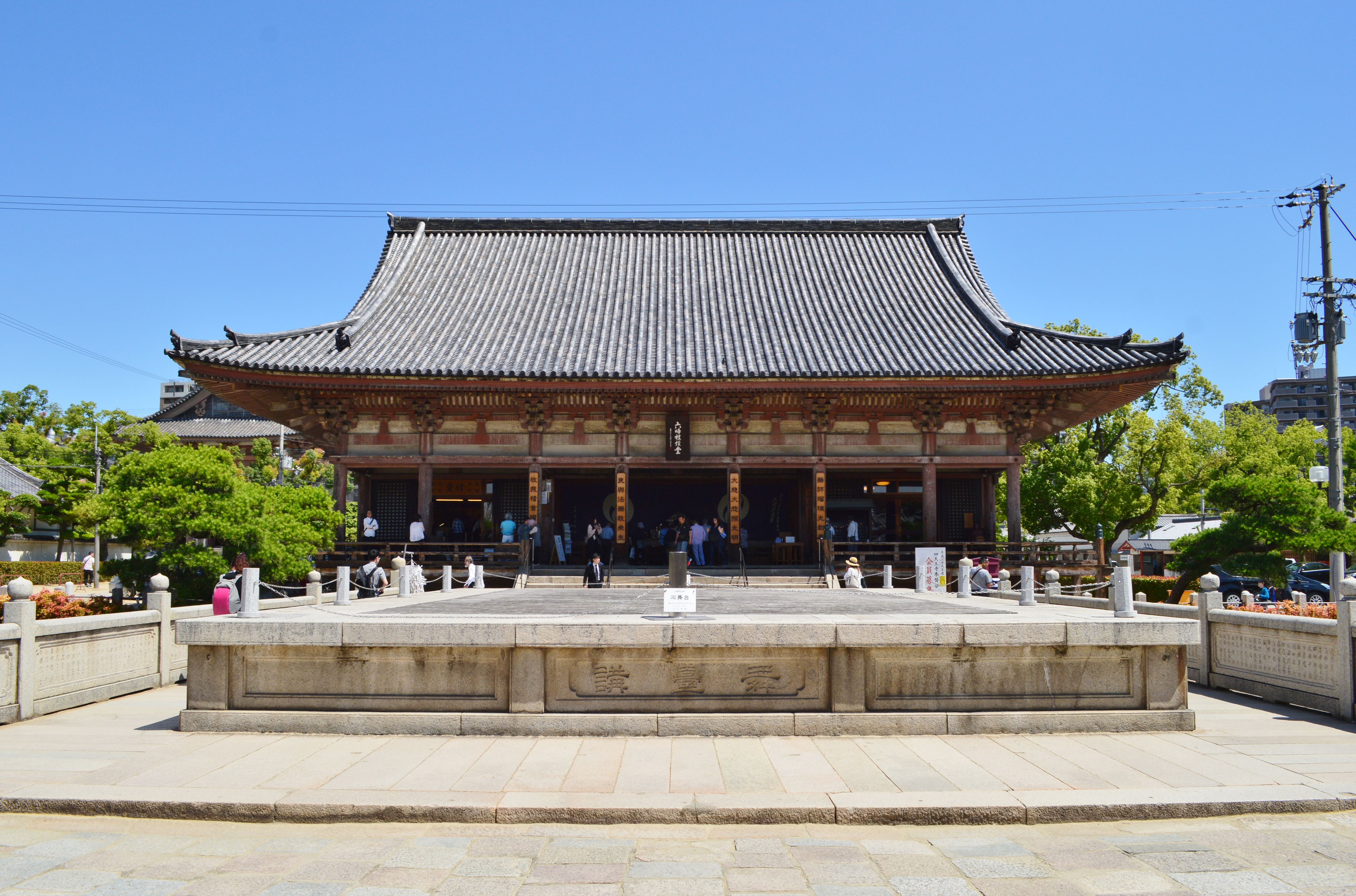
六時堂（手前は石舞台）
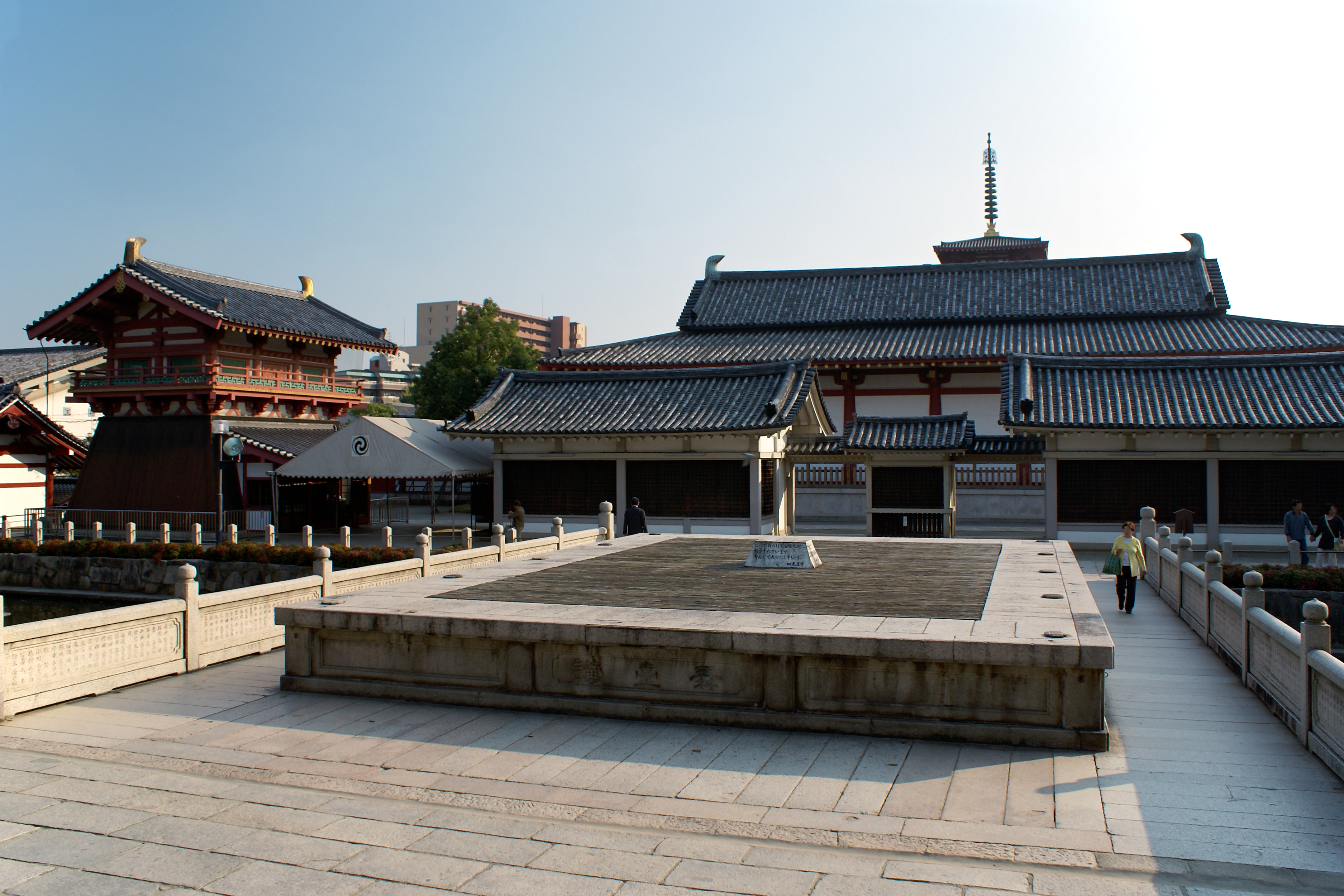
石舞台
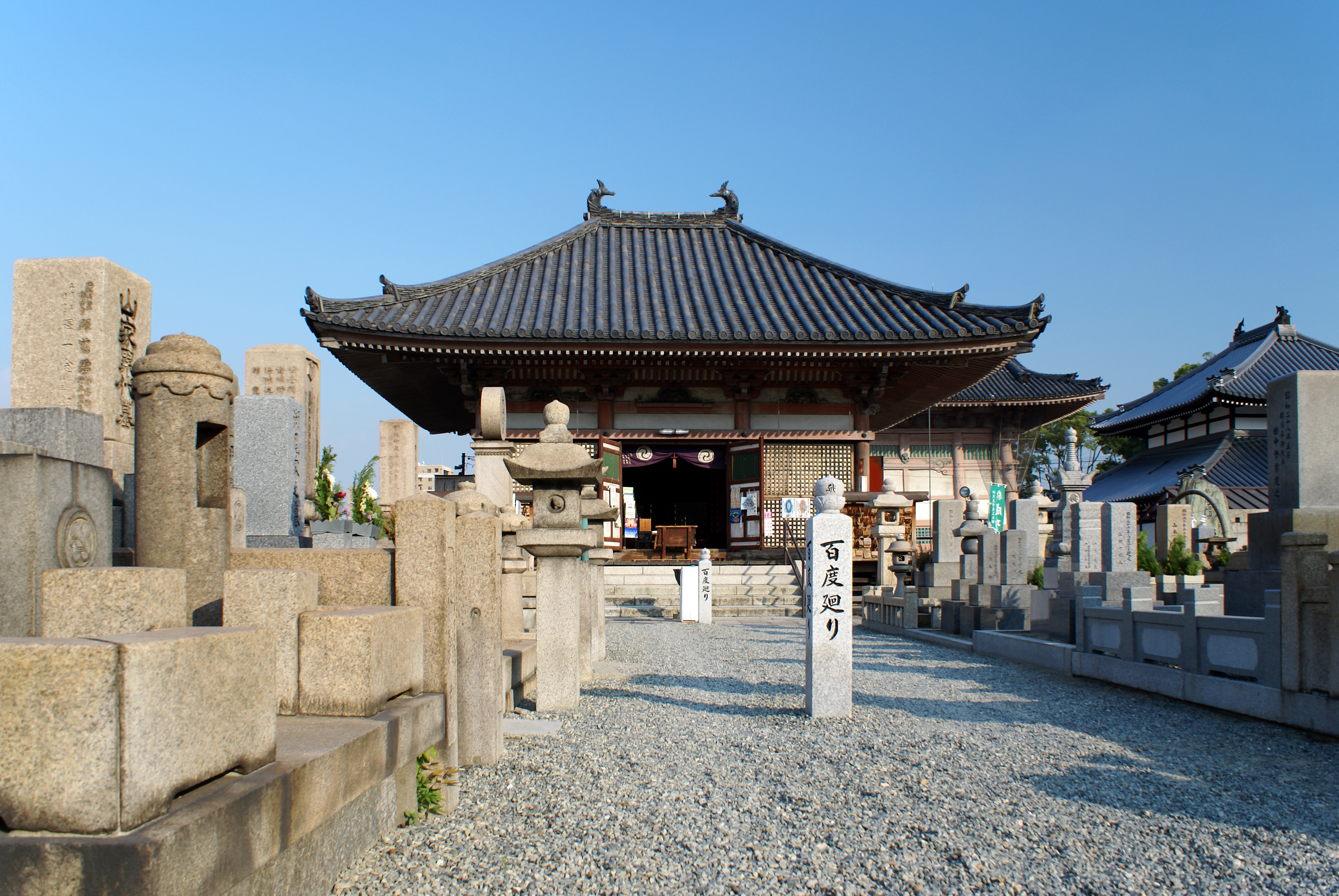
元三大師堂
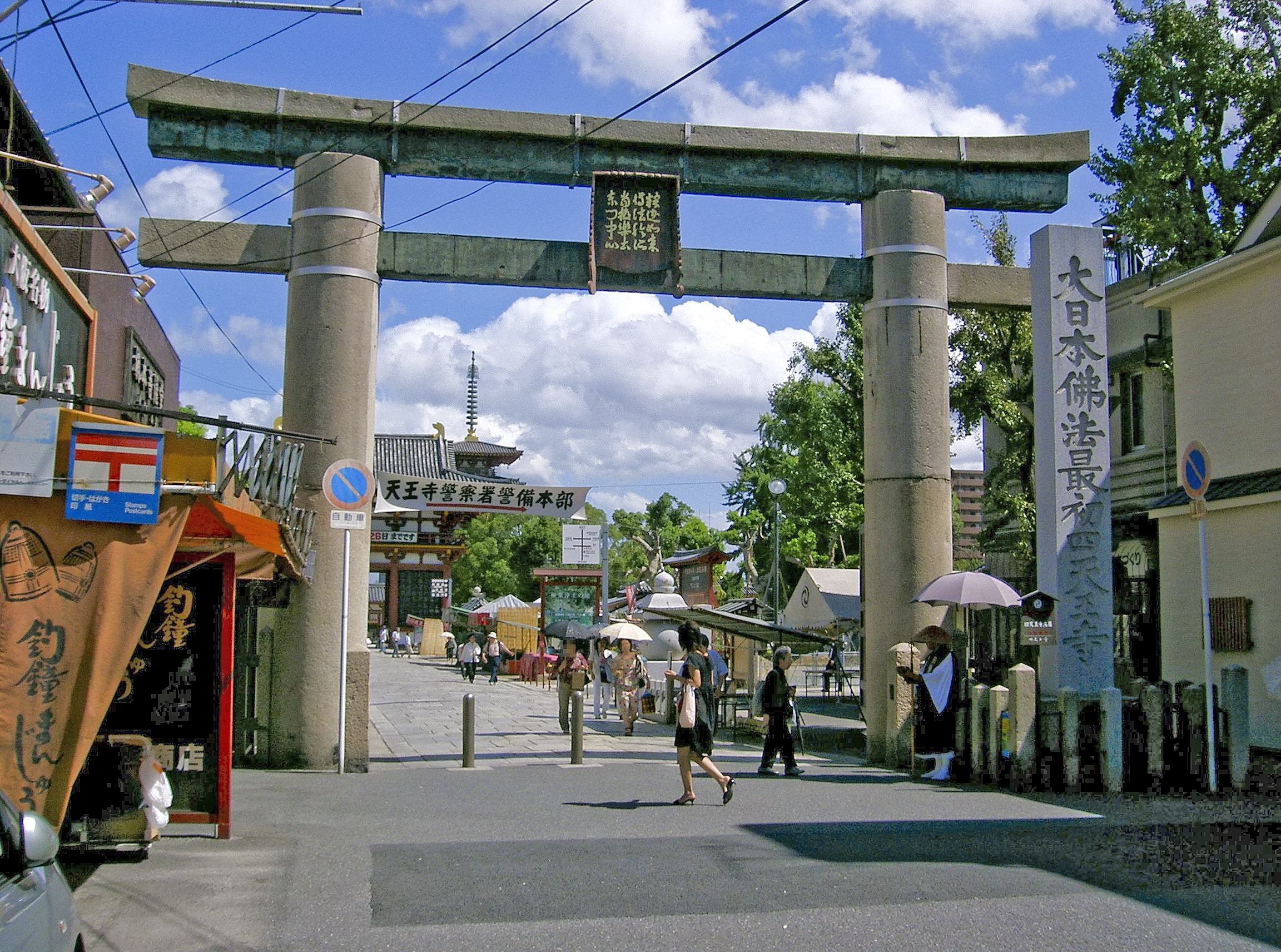
石鳥居
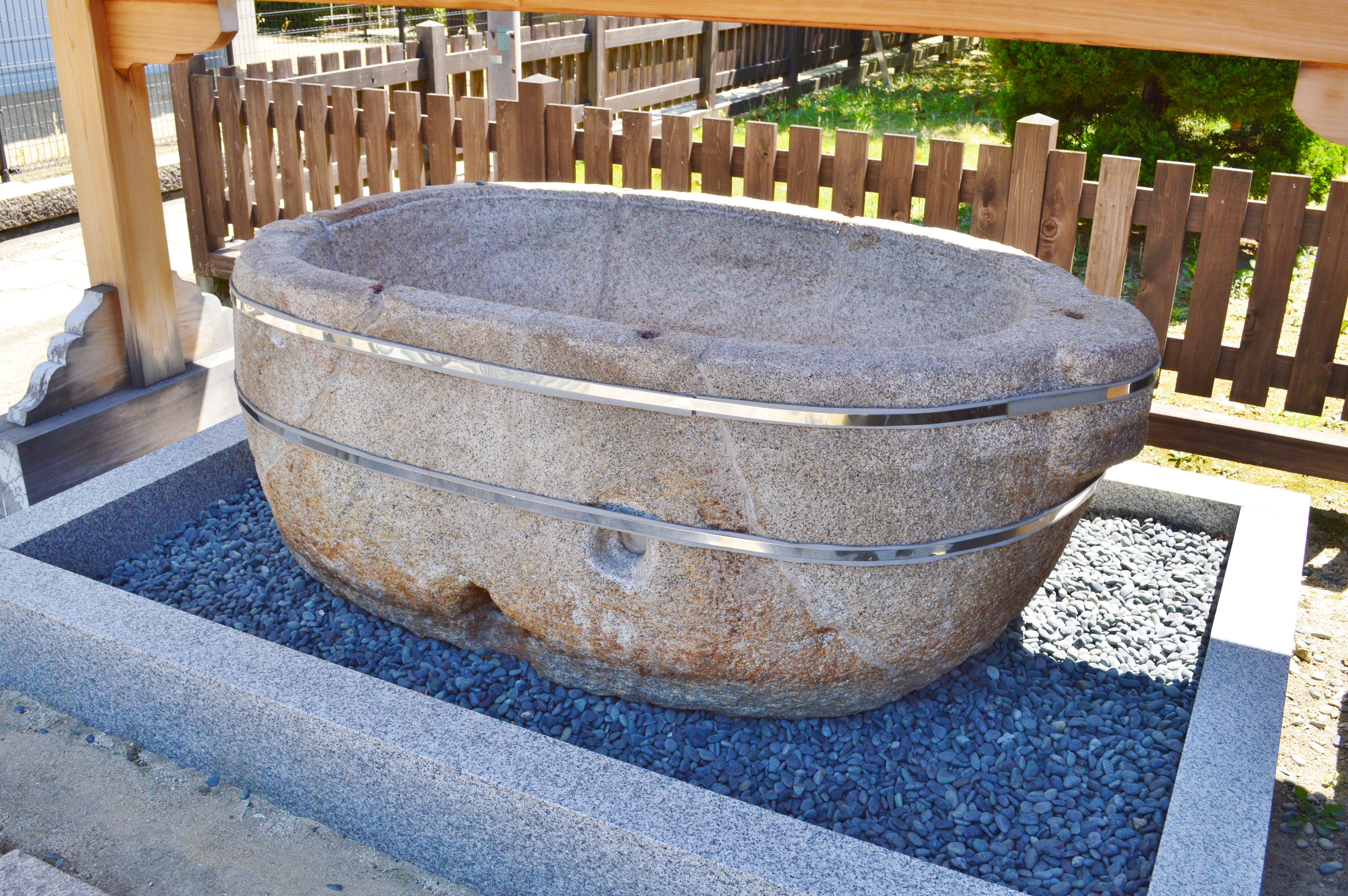
石槽
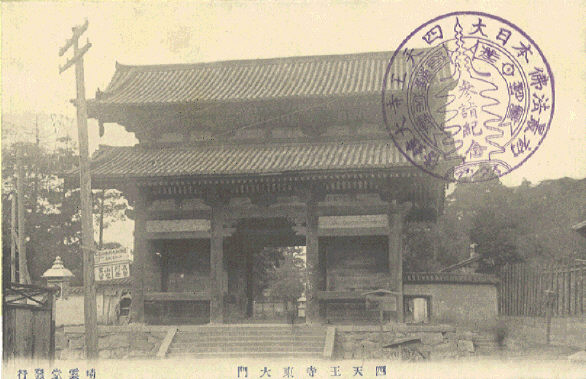
大阪大空襲により焼失した東大門

## 文化財

### 国宝
- 紙本著色扇面法華経冊子5帖（98葉）（絵画） - 扇形の紙で製本した冊子に極彩色の下絵を描き、金銀の切り箔で飾った上に法華経を書写したもの。平安時代の絵画、書跡資料として貴重なもの。詳しい解説は別項「扇面法華経冊子」を参照。
- 懸守 7懸（工芸品） - 懸守（かけまもり）とは、女性が首から掛けたアクセサリー。平安時代の作品。7点現存する。
- 七星剣（工芸品） - 伝世上古刀の優品。東京国立博物館に寄託。
- 丙子椒林剣（工芸品） - 七星剣と同じく伝世上古刀の優品。東京国立博物館に寄託。
- 四天王寺縁起（根本本、後醍醐天皇宸翰本）（書跡・典籍） - 説明は本記事の「歴史」の項参照。
- 金銅威奈大村骨蔵器（考古資料） - 明和年間（1764年 - 1772年）に大和国葛下郡より出土後、曲折を経て四天王寺の所蔵となる。京都国立博物館に寄託。

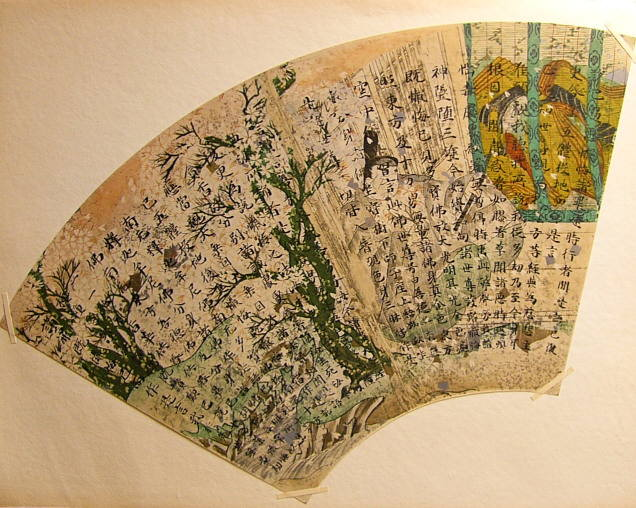
扇面法華経冊子
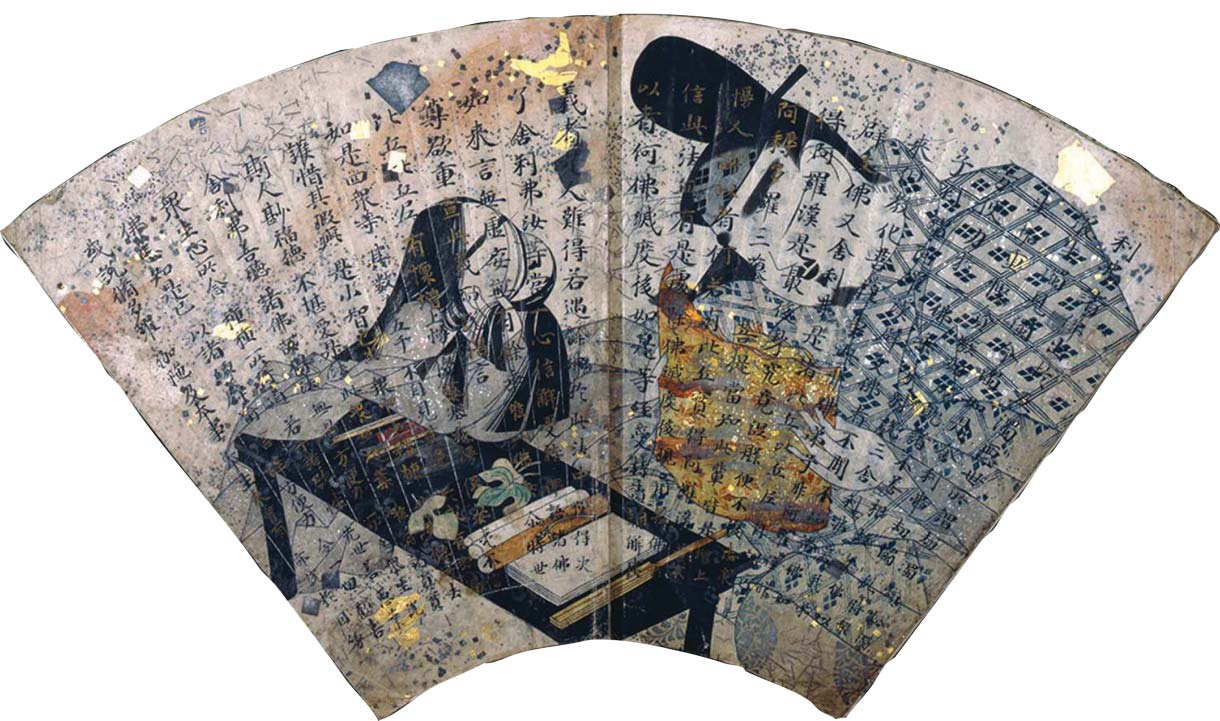
扇面法華経冊子 巻一
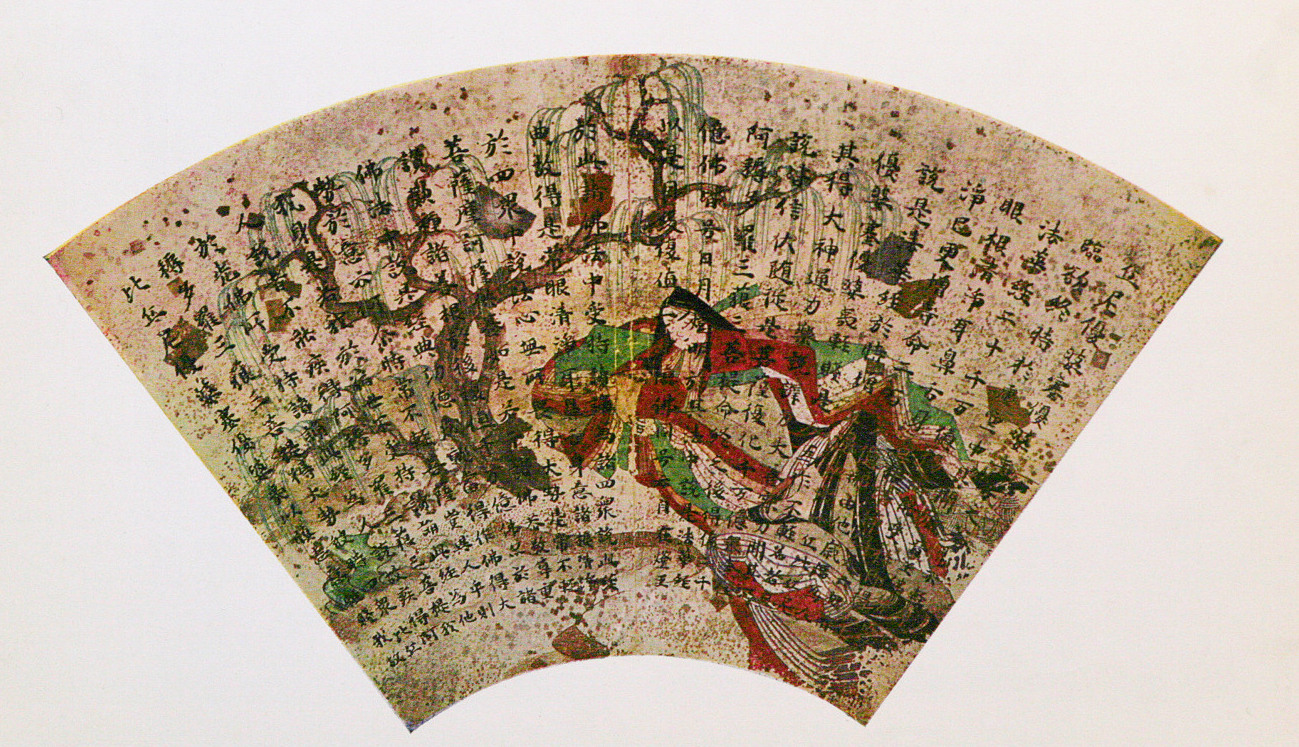
扇面法華経冊子 巻七
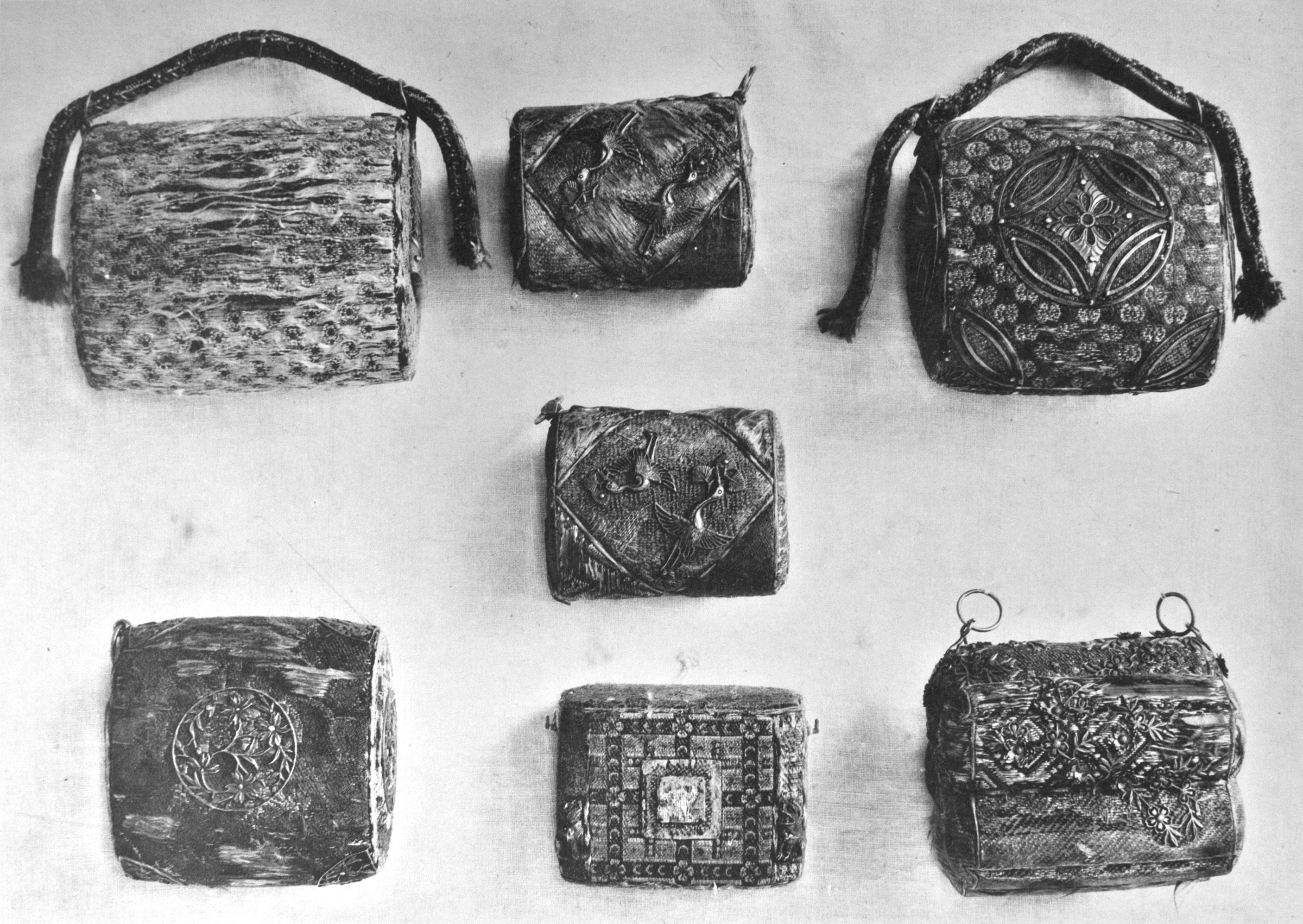
懸守
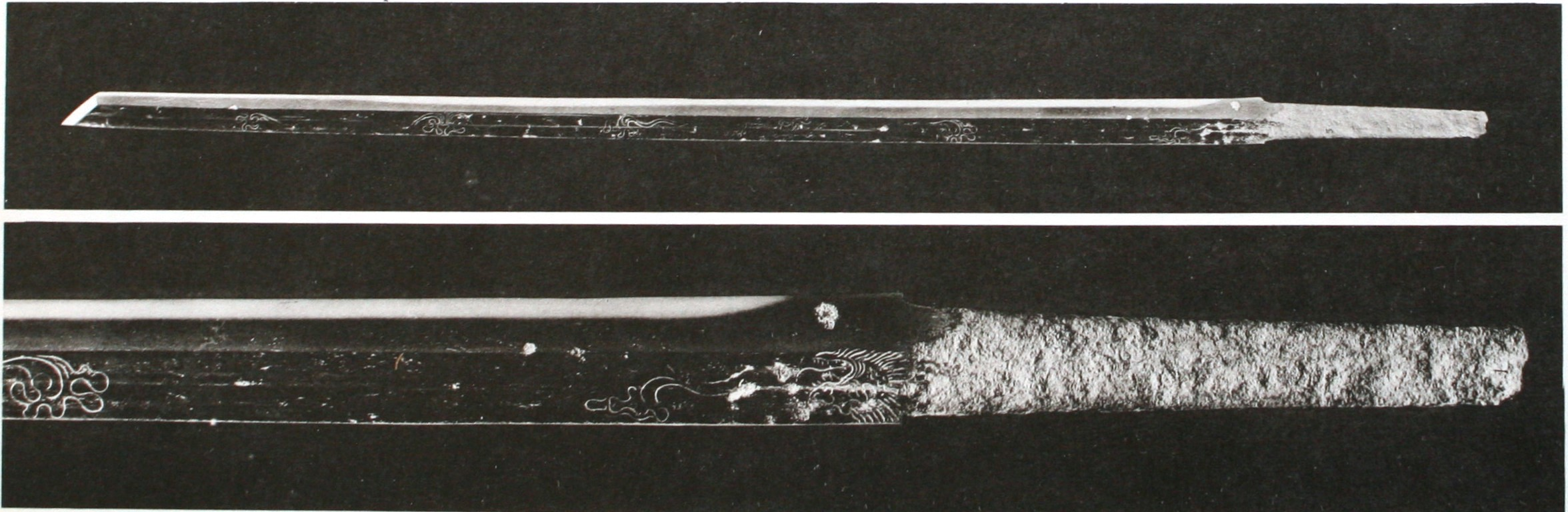
七星剣
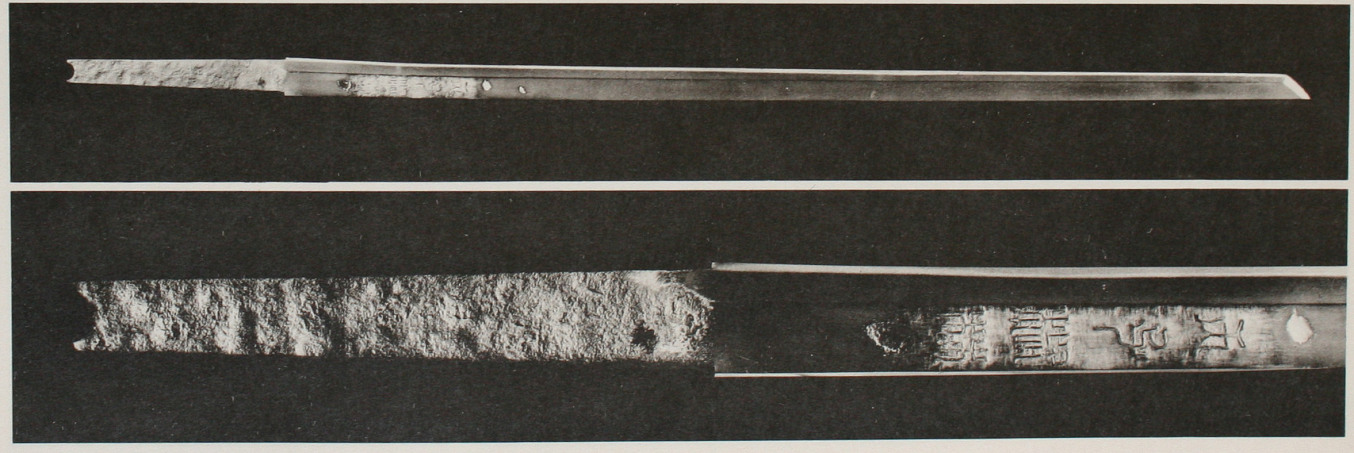
丙子椒林剣
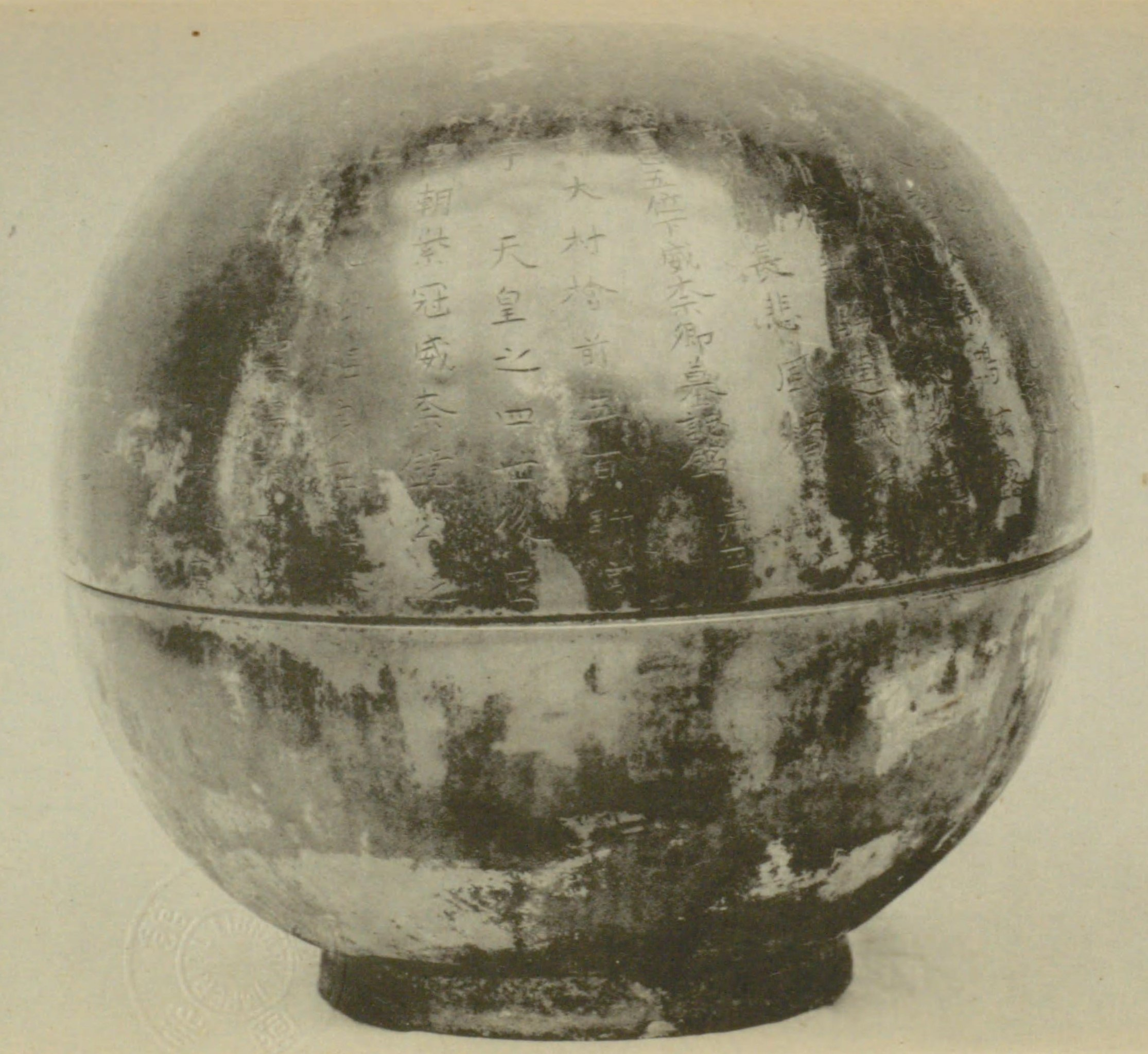
金銅威奈大村骨蔵器

### 重要文化財
建造物
- 四天王寺鳥居（附 左右玉垣）（建造物） - 永仁2年（1294年）建立、扁額に嘉暦元年（1326年）の銘。
- 四天王寺 6棟（建造物）
  - 本坊西通用門
  - 本坊方丈（湯屋方丈）
  - 五智光院
  - 六時堂
  - 元三大師堂
  - 石舞台

※他に旧国宝建造物の（旧）東大門があったが、第二次大戦時空襲で焼失している。
美術工芸品
- 金銅観世音菩薩半跏像（彫刻）
- 銀製鍍金光背（舟後光）（彫刻）
- 千手観音及二天箱仏（彫刻）
- 舞楽面 2面（納曾利、陵王）（彫刻）
- 木造阿弥陀如来及両脇侍像（彫刻）
- 木造阿弥陀如来坐像（彫刻） - 和歌山県有田郡広川町の明王院旧蔵[20]。
- 木造薬師如来坐像（彫刻） - 和歌山県有田郡広川町の明王院旧蔵。
- 木造毘沙門天立像（彫刻） - 高知県香美郡香我美町（現：香南市）の恵日寺旧蔵。
- 絹本著色聖徳太子絵伝 6幅（附 紙本墨書元亨三年旧裏書（6通）1巻）（絵画）
- 絹本著色両界曼荼羅図（絵画）
- 板絵著色聖徳太子絵伝 6面 伝狩野山楽筆（旧絵堂壁画）（附 板絵著色同絵伝 11面）（絵画）
- 四天王寺舞楽 所用具（工芸品） - 明細は後出。
- 漆皮箱（附 茜染綾）（工芸品）
- 舎利塔（附 金銅容器）（工芸品）
- 銅鏡 花鳥文様あり（工芸品）
- 鳴鏑矢（工芸品）
- 細字法華経（一部）1巻・塵地蒔絵経箱（書跡・典籍）
- 十七条憲法（書跡・典籍）
- 日本書紀神代上巻断簡（紙背性霊集）2葉（書跡・典籍）
- 摂津四天王寺境内出土瓦（考古資料）
  - 鐙瓦135箇、宇瓦130箇、牡瓦8箇、牝瓦9箇、鬼瓦6箇分、雁振瓦1箇、鳥衾1箇
- 摂津四天王寺講堂阯出土品（考古資料）
  - 鴟尾1箇、蓮華文鴟尾残欠1箇分、蓮華文鐙瓦2箇、牡瓦・牝瓦各2箇、刻画牡瓦残欠1箇分、金銅風鐸（鉄金具共）1口、和同開珎1枚、二彩陶器残片6箇、附:鬼瓦1箇

典拠：2000年（平成12年）までに指定の国宝・重要文化財については、『国宝・重要文化財大全 別巻』（所有者別総合目録・名称総索引・統計資料）（毎日新聞社、2000）による。

### 重要無形民俗文化財
- 聖霊会の舞楽 - 四天王寺聖霊会の舞楽は、天王寺楽所の舞楽の伝統をひき、日本最古の様式を伝えるとされる。天王寺楽所は、宮中楽所（京都）、南都楽所（奈良）と共に三方楽所と呼ばれた。1976年（昭和51年）5月4日指定[21]。対象は天王寺舞楽協会。

### 国指定史跡
- 四天王寺旧境内 - 1951年（昭和26年）6月9日指定、1956年（昭和31年）6月5日に史跡範囲の追加指定[22]。

### 国登録有形文化財
1997年（平成9年）7月15日登録
- 四天王寺八角亭 - 四天王寺本坊庭園内。第5回内国勧業博覧会（1903年）の待合所。[21]。

2022年（令和4年）6月29日登録
- 五重塔
- 金堂
- 講堂
- 中門
- 廻廊
- 阿弥陀堂
- 納骨堂
- 聖霊院唐門
- 本坊唐門
- 青龍亭

### 国選択無形民俗文化財
- 四天王寺聖霊会の舞楽 - 1975年（昭和50年）12月8日選択[21]。対象は雅亮会。

### 大阪府指定有形文化財
- 四天王寺 石像地蔵菩薩立像（彫刻） - 1970年（昭和45年）2月20日指定[21]。
- 刺繍青面金剛画像（絵画） - 2014年（平成26年）6月20日指定[21]。
- 四天王寺の石槽（考古資料） - 1973年（昭和48年）3月30日指定[21]。
- 慈願寺山古墳出土 内行花文鏡（考古資料） - 1981年（昭和56年）6月1日指定[21]。
- 四天王寺文書 一括（歴史資料） - 2000年（平成12年）12月12日指定[21]。

### 大阪市指定有形文化財
- 中之門
- 宝蔵
- 英霊堂（旧鐘楼）
- 四天王寺亀形石槽 3基 - 2023年（令和5年）5月16日指定。
- 刺繍青面金剛画像
- 四天王寺文書 30点

### 大阪市指定有形民俗文化財
- 四天王寺西門石鳥居納入品 一括（586点） - 2006年（平成18年）1月20日指定[21]。
- 西国巡礼三十三度行者満願供養塔 - 2006年（平成18年）1月20日指定[21]。
- 庚申堂の庚申塔群 一括（20点）- 2013年（平成25年）4月5日指定[21]。

### 大阪市指定無形民俗文化財
- 庚申堂の庚申まいり - 2013年（平成25年）4月5日指定[21]。
- 四天王寺ちょんな始め式（株式会社金剛組）

## 行事
- 経木流し - 死者の供養として経木に戒名を書き、亀井堂の亀形石の水に流す。
- 万灯供養 - 同じく、死者の供養（先祖供養）として、ろうそくに戒名を書き、夕方から一斉に灯す。お盆の行事。

## 彼岸香
四天王寺境内亀井水の白石玉手の霊水で練り上げ精製された線香。登録商標。

## 前後の札所
新西国三十三箇所
1 四天王寺 - 客番 清水寺
西国三十三所 番外霊場
西国薬師四十九霊場
15 家原寺 - 16 四天王寺 - 17 国分寺
近畿三十六不動尊霊場
1 四天王寺亀井堂 - 2 清水寺玉出の滝
摂津国八十八箇所
24 真光院 - 25 四天王寺 - 26 清水寺
摂津国三十三ヶ所
32 如願寺 - 33 四天王寺
おおさか十三仏霊場
3 家原寺 - 4 四天王寺 - 5 常光寺
大阪七福神（布袋尊）
河内飛鳥古寺霊場
1 四天王寺 - 2 長栄寺
なにわ七幸めぐり（家内安全）
大坂三十三所観音めぐり
19 菩提寺 - 20 四天王寺六時堂 - 21 四天王寺経堂 - 22 四天王寺金堂 - 23 四天王寺講堂 - 24 四天王寺万燈院 - 25 清水寺
聖徳太子霊跡
1 四天王寺 - 2 大聖勝軍寺
法然上人二十五霊場
5 勝尾寺二階堂 - 6 四天王寺阿弥陀堂（念仏堂） - 7 一心寺
西山国師遺跡霊場
15 叡福寺 - 客番 四天王寺 - 16 浄橋寺
四国八十八箇所 番外霊場
役行者めぐり
神仏霊場巡拝の道
42 住吉大社 - 43 四天王寺 - 44 阿部野神社

## 所在地
- 大阪府大阪市天王寺区四天王寺1丁目11-18

## アクセス
- 大阪メトロ谷町線 四天王寺前夕陽ヶ丘駅より徒歩約5分。
- 大阪メトロ御堂筋線・谷町線 天王寺駅より徒歩約12分。
- JR関西本線（大和路線）・大阪環状線・阪和線 天王寺駅より徒歩約12分。
- 阪堺電気軌道上町線 天王寺駅前停留場より徒歩約12分。
- 近鉄南大阪線 大阪阿部野橋駅より徒歩約14分。

## 周辺情報
- 天王寺公園
  - 大阪市天王寺動物園
  - 慶沢園
  - 大阪市立美術館
  - 茶臼山古墳
- 大江神社
- 堀越神社
- 安居神社
- 勝鬘院（愛染堂）
- 太平寺
- 清水寺
- 吉祥寺
- 一心寺